# Pisco chileno

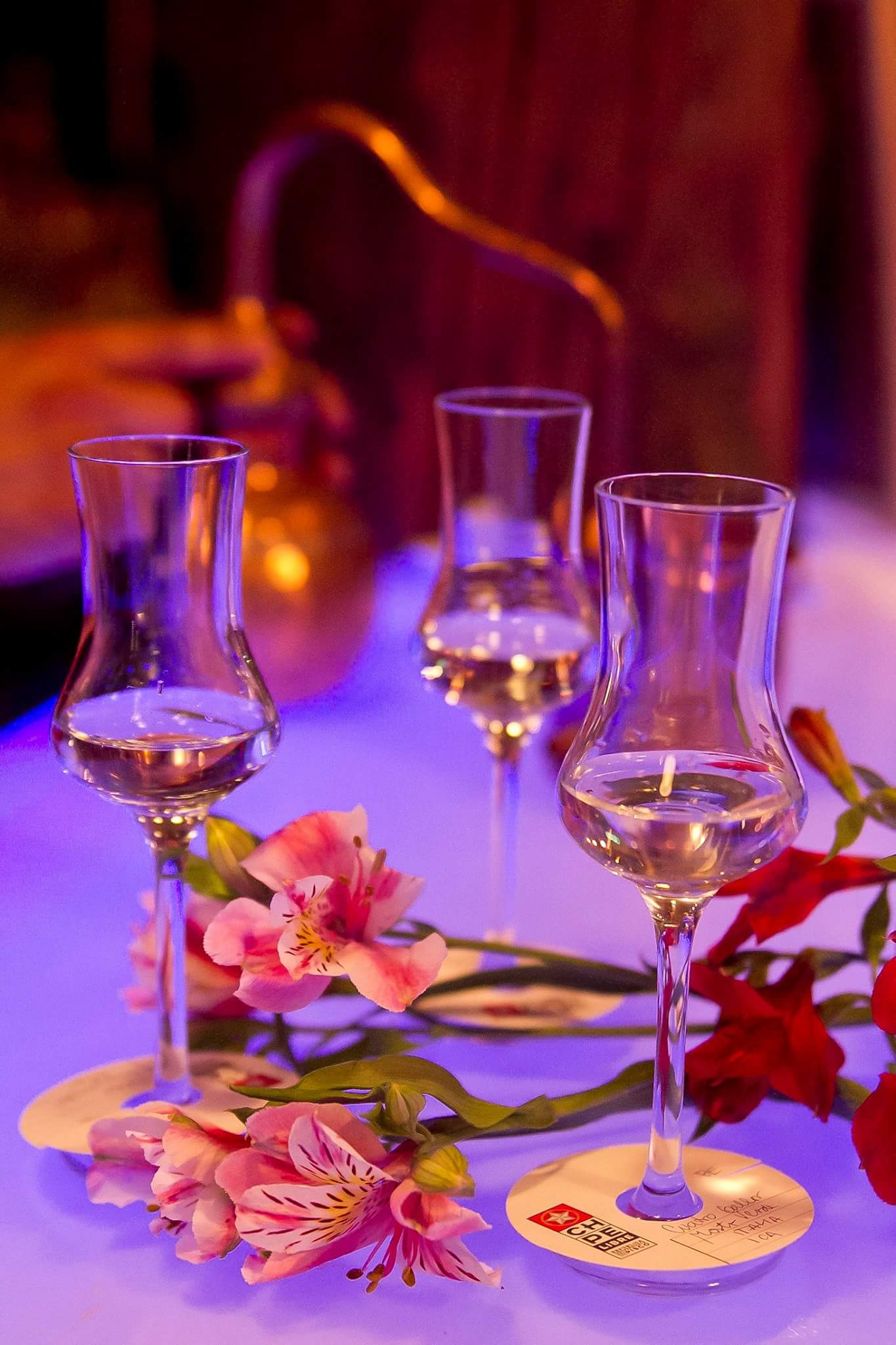
Copas de pisco chileno junto a lirios del campo del Norte Chico de Chile. Al fondo se observa un antiguo alambique de cobre.

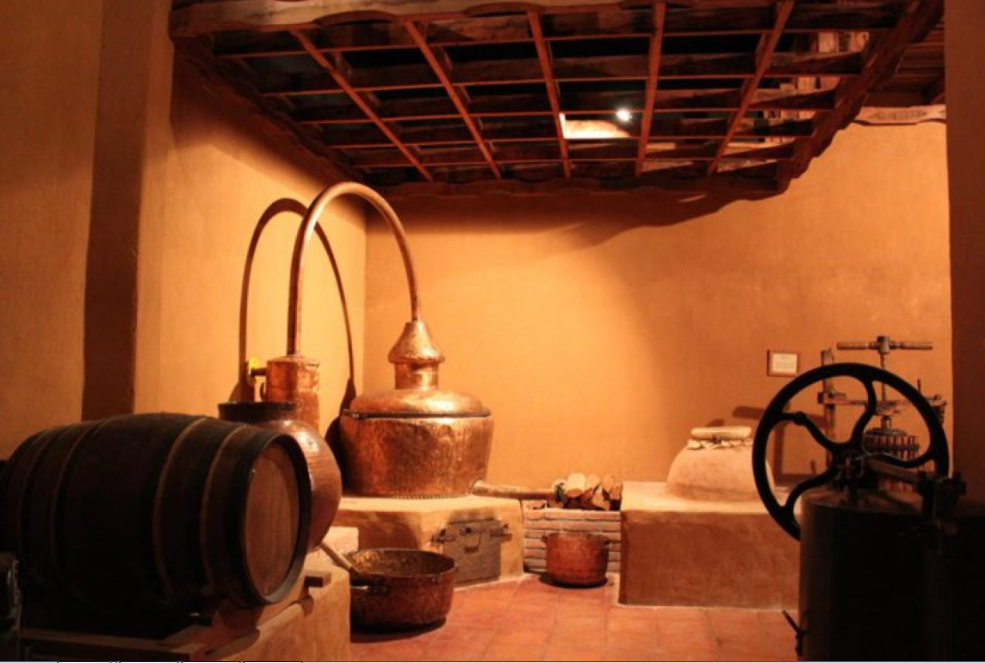
Museo del Pisco de la Capel en el Valle de Elqui.

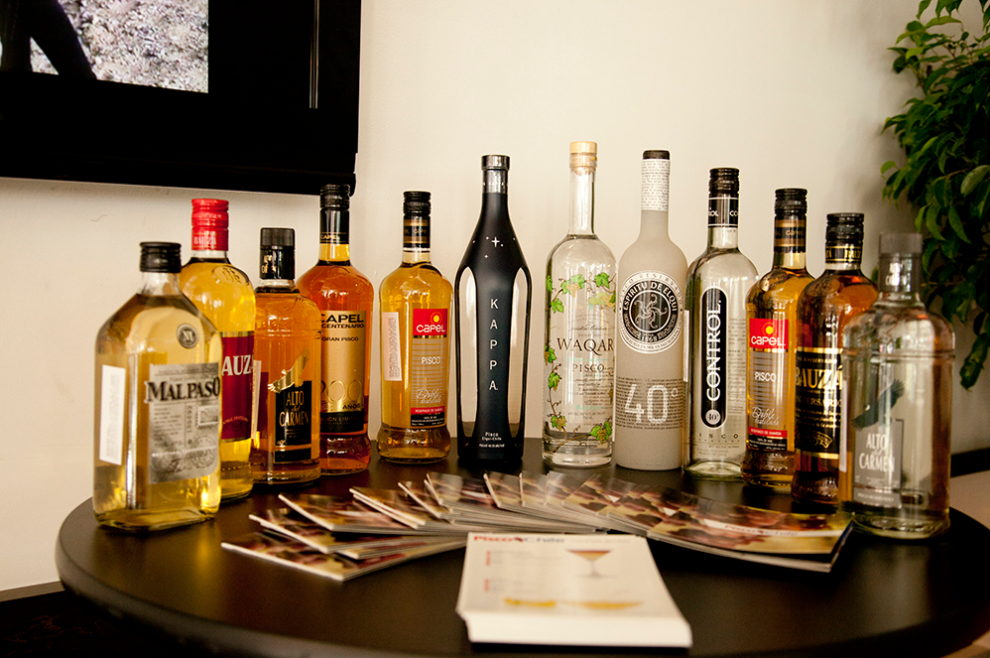
Botellas de pisco chileno, de diversas marcas, junto a uvas chilenas.

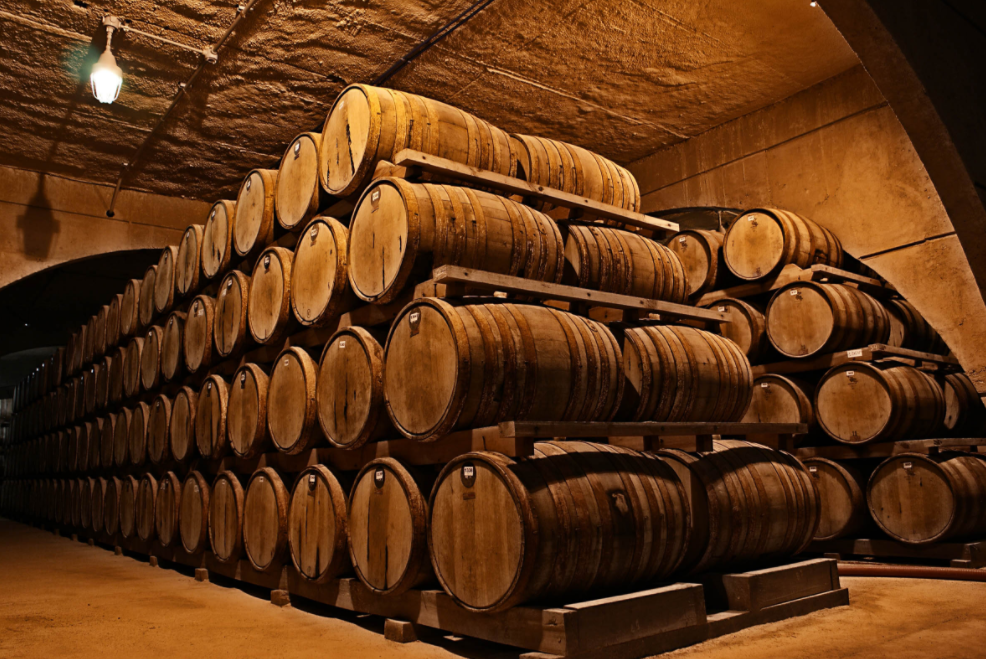
Barricas de roble para la guarda de pisco chileno del tipo añejado.

El pisco de Chile  es una bebida alcohólica de la familia de los brandis, perteneciente a una variedad de aguardiente de uvas, producida mediante la destilación de vino de ciertas uvas (Vitis vinifera), en las regiones chilenas de Atacama y Coquimbo. Es un producto con denominación de origen (D.O.) —la más antigua de América del Sur—, legalmente establecida en Chile y reconocida en otros países.
Los antecedentes históricos del pisco chileno se remontan al siglo XVI, durante el periodo de dominación española, consolidándose las bases para su surgimiento en el Reino de Chile hacia el siglo XVII. Es una bebida espirituosa que forma parte de la gastronomía chilena, con una producción nacional de más de 100 millones de litros anuales, muy consumida por su población —calculándose un consumo de 2,2 litros anuales per cápita—, y un producto de exportación, cuyos principales destinos son Estados Unidos, Argentina y diversos países de Europa.
Sobre la denominación de origen «pisco» y su utilización, existe una controversia entre Chile y Perú. Perú afirma que dicho nombre, aplicado a la bebida destilada, tiene una relación estrecha con el espacio geográfico donde habría comenzado a producirse en ese país, en la etapa de dominio español, de manera que debiera tener la exclusividad en su uso. Chile argumenta que es igualmente aplicable a la bebida destilada producida en su territorio, en el cual hay una zona geográfica delimitada legalmente —sesenta años antes de que lo hiciera Perú— y una localidad con dicho nombre —desde hace ochenta años—; no niega que haya podido fabricarse primero en el Virreinato del Perú, pero sostiene que la denominación ha sido usada para designar ciertos aguardientes de uvas producidos en tierras chilenas y peruanas actuales desde el periodo colonial, por lo que puede ser utilizada por ambos países, al ser binacional.

## Historia

### SigloXVIa XVIII

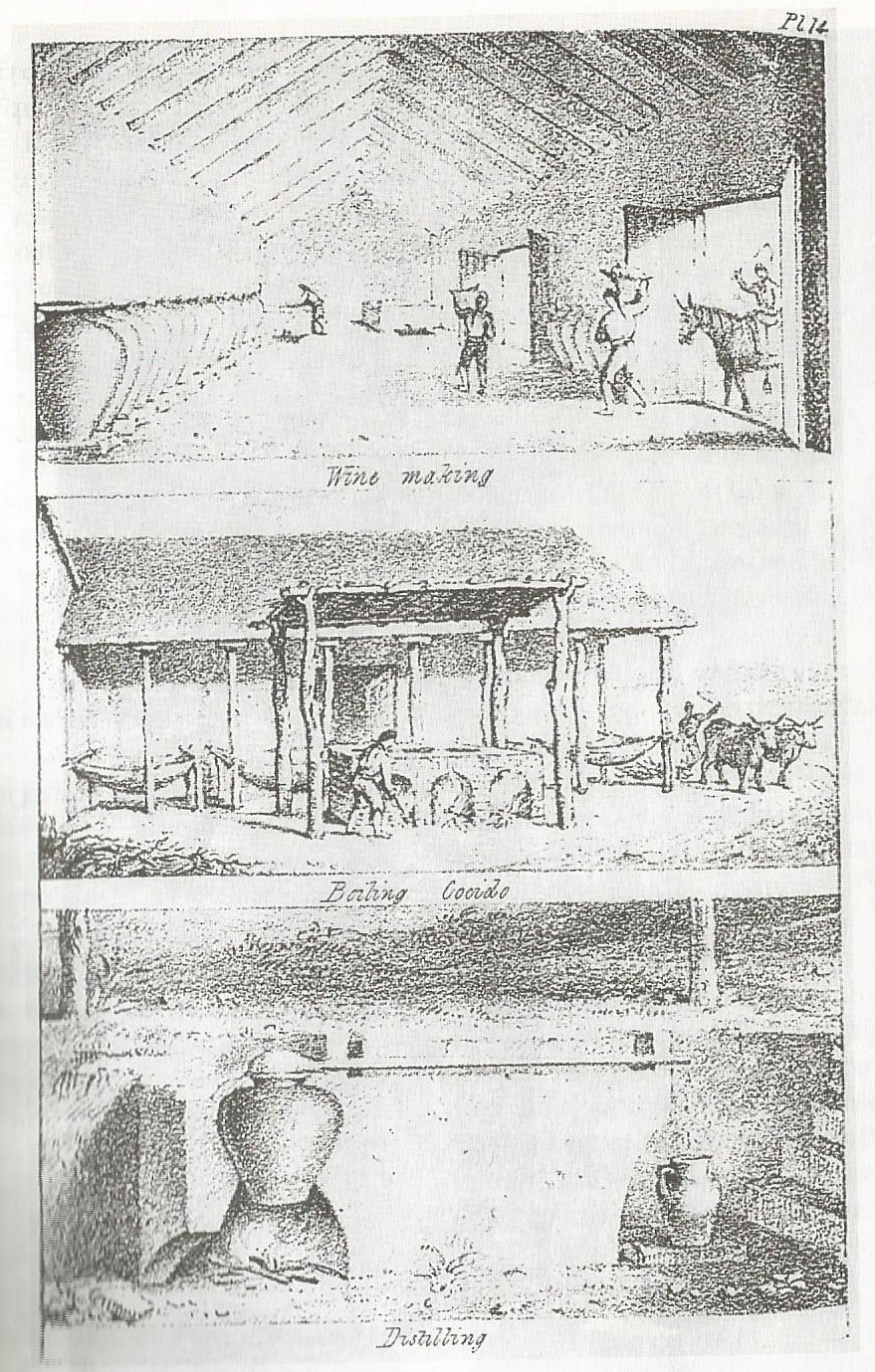
Técnicas de elaboración de piscos y vinos según observaciones del explorador Myers, en Travels in Chili and La Plata, vol 2, pag 297.

Antes de la llegada de los españoles al territorio de Chile, los valles de Copiapó, Huasco, Elqui, Limarí y Choapa, ubicados en las actuales regiones de Atacama y Coquimbo, se encontraban habitados por pueblos indígenas agroalfareros; en la zona del valle de Copiapó, se encontraba localizada la cultura del mismo nombre, y en el resto del norte chico chileno, los llamados diaguita.
Con la expansión del Imperio incaico, durante el reinado del Inca Túpac Yupanqui, el área poblada por los diaguitas fue conquistada alrededor de 1470; a su vez, la cultura Copiapó fue dominada por el Tahuantinsuyo, con ayuda de los diaguita, y terminaría fusionándose con estos últimos.
Como consecuencia de la llegada de los incas, en el norte chico chileno se impuso su administración, mediante la designación de curacas, la cultura diaguita incorporó en su cerámica formas y decoración incaicas, y aparecen en la zona topónimos en lengua quechua.
Los exploradores y conquistadores españoles recorrieron las tierras chilenas a partir de 1536, con Diego de Almagro y su expedición, que cruzó los Andes e ingresó al valle de Copiapó –regresando al año siguiente al Perú–, y se asentaron en forma estable luego de la expedición de Pedro de Valdivia, quien tomó posesión del territorio en 1540, en el mismo valle de Copiapó, para luego fundar, al año siguiente, la ciudad de Santiago de Chile. Esta entidad territorial dominada por el Imperio español, que constituye el núcleo de la actual República de Chile, llegaría a ser conocida entonces como Reyno de Chile.
En 1543 o 1544 el capitán español Juan Bohón funda, en las cercanías de la desembocadura del río Elqui, la localidad de Villanueva de la Serena, poblado que cinco años más tarde fue destruido por una sublevación indígena; el 26 de agosto de 1549, por orden de Pedro de Valdivia, el capitán Francisco de Aguirre es refundada bajo el nombre de San Bartolomé de La Serena.
De acuerdo al naturalista francés Claudio Gay, los productos españoles que llegaban al Reino de Chile, vía Lima, prosperaron y se multiplicaron con mucha rapidez, tanto que en 1551 se empezó a cultivar la vid en La Serena y los alrededores de Santiago. Las crónicas también citan a Diego García de Cáceres, quien en 1554 habría sembrado viñas en Santiago. Igualmente, por un reclamo del cabildo de Santiago, ante la necesidad de producir vino, en 1555, Juan Jufré y Montesa se dedica a producir uva en sus tierras.
En 1576 las tierras del sector de Pachingo en el valle de Limarí fueron cedidas como merced por el gobernador del Reino de Chile, Rodrigo de Quiroga, al noble Vasco Hernández Godínez, fundador y genearca de la familia Galleguillos en América.
En testamento fechado en La Serena, a 20 de marzo de 1592, declara ser propietario en su hacienda Pachingo, entre otros, de viñas destinadas a la producción de vino y alambiques para producir aguardientes, las cuales eran sus indígenas encomendados.
De acuerdo al investigador Pablo Lacoste, las características del suelo, la temperatura y las aguas provenientes del río Elqui facilitaron el desarrollo de la industria de la vid y el vino en la zona. Tales condiciones ambientales produjeron uvas con mucha azúcar que habrían permitido elaborar excelentes aguardientes. Es por ello que La Serena se hizo fuerte en la elaboración de vinos y aguardientes desde tempranos tiempos. Estas bebidas alcohólicas, que eran consumidos por las élites y el pueblo llano, se distribuían a través de las denominadas "pulperías"; hacia 1678, La Serena poseía 1000 habitantes y tenía cuatro pulperías. Lacoste deduce que el precio reflejaba la cantidad de producción; en 1681 el Cabildo fijó el precio del cuartillo de aguardiente en 4 reales.
En el valle de Limarí, Diego Pizarro del Pozo y Clavijo Gálvez, en testamento fechado el 28 de enero de 1643, señala ser propietario de viñas, alambiques para producir aguardientes, una bodega con capacidad de más de 1300 arrobas castellanas –1 arroba=11,5 litros, aproximadamente–, algo así como 15 000 litros anuales, y todo lo necesario para la vendimia.
El maestre de campo Antonio Gómez de Galleguillos, nieto de Vasco Hernández Godínez, en 1695, uno más grandes terratenientes del valle de Limar, declara ser dueño de la hacienda Pachingo y poseedor de las estancias de La Punta, El Sauce, Yerbas Buenas, Ramadillas, El Totoral, Guasha Macho, Quebrada Seca, Los Algarrobos, colindantes con Pachingo, poseyendo una viña que contaba con más de 5.140 plantas y 20 parronales, La producción de vino y aguardiente se realizaba en un bodegón o bodega bastante bien habilitado, tanto en su construcción como en los implementos y herramientas necesarias para la vendimia, pues contaba con lagares, alambiques, birques para enfriar cocidos, piquera y una abundante cantidad de vasijas y tinajas de diversas medidas y calidades, algunas de ellas para preparar vinagres.
Tras el fallecimiento de Antonio Gómez de Galleguillos, en 1695, sus hijos Pedro, Gabriel, Álvaro y Juan Antonio de Galleguillos y Riberos de Castilla mantendrán la propiedad, continuando la producción de vinos y aguardientes, y comenzando a elaborar un vino generoso en de moscateles tipo Málaga los cuales eran exportados por su pariente Pedro Cortés Monroy y Zabala, I Marqués de Piedra Blanca de Guana y Guanilla quien fuera uno de los principales gestores del auge del comercio que a partir de alrededor de 1680 incentivaron las exportaciones de vinos y de aguardientes a Perú y Alto Perú, hoy Bolivia. Este intercambio comercial aumentó gracias al aumento de la demanda por la apertura y auge de los nuevos mercados mineros, como Porco, Potosí e incluso Cochabamba; Pedro Cortés Monroy era un importante estanciero dueño de Piedrablanca, Guana, Guanillas en el valle del Limarí y en Los Choros, Cutún y Quilacán en valle del Elqui; su chacra de Quilacán, cerca de La Serena, funcionaba como centro de acopio para los vinos y aguardientes junto a otros productos provenientes de sus propiedades agrícolas, los cuales eran exportados hacia los puertos del Callao y Arica para ser comercializados en diversos centros mineros.
Durante el siglo XVIII, de acuerdo al escritor Manuel Peña Muñoz, los vinos y aguardientes producidos en La Serena obtuvieron prestigio e importancia en los mercados de Chile y Perú. La zona de La Serena producía a mediados de ese siglo, cerca de 6000 arrobas de vino y aguardiente para el consumo interno, pero que también fueron objeto de exportación al Perú.
Este auge también será aprovechado por la Compañía de Jesús establecida en 1676 en San Bartolomé de La Serena . El archivo jesuita de La Serena registra en 1767 que la viña jesuita del Elqui, de 32 cuarteles con 19.176 parras, ya tenía entonces 1.215 arrobas de vino y 56 de aguardiente en bodegas. A pesar de esto, en el sector de San Isidro, según un libro de cuentas de la Hacienda San Isidro, ex propiedad de la familia Pinto y perteneciente entonces al sacerdote Basilio Egaña, aparece una producción casi continua entre 1769 y 1777, así como niveles parejos de gastos en insumos, lo que puede ser señal de crecimiento al tope en los niveles de producción artesanal. Cavieres Figueroa comenta al respecto: "En 1770 y 1772, las cifras relativas a estos gastos fueron más elevados porque hubo que reparar o comprar vasijas, pailas y los cueros del lagar y pisquera". Y varias páginas después, comentará sobre la producción anterior a estos años en estos viñedos. En 1755 adquirió por remate la Estancia de Quiles en el valle del Limarí, de una superficie de 181.440 cuadras castellanas (aproximadamente 220.000 hectáreas) en estas propiedades se producían vinos y aguardientes, y diferentes productos agropecuarios los cuales eran exportados a Lima, Callao, Guayaquil, Potosí, Paraguay, Panamá y Buenos Aires. siendo los Jesuitas junto a los Franciscanos, fueron quienes llevaron las cepas moscatel, albilla y torrontés junto a nuevas metodologías y tecnologías al entonces Corregimiento de Cuyo en la actual Argentina, Estas técnicas fueron rápidamente difundidas y asimiladas al otro lado de la cordillera de los andes, comenzando alrededor de 1740 a aparecer en testamentos e inventarios del Corregimiento de Cuyo lugar donde se propagó a todo el Noroeste Argentino.
En 1700, el capitán de caballería de La Serena, Miguel Pinto de Escobar y Blanco, compró gran parte de las tierras del valle de Elqui a Fernando de Aguirre, tataranieto del conquistador Francisco de Aguirre, antiguo propietario de estos terrenos, en virtud de mercedes concedidas por el gobernador Pedro de Valdivia.
A partir del primer tercio del siglo XVIII, según un estudio del historiador chileno Hernán Cortés Olivares, en la Capitanía General de Chile comenzó a denominarse al aguardiente producido en el Norte chico, con el término «pisco», por los grupos populares; en ese estudio se indica que, desde esa época, en testamentos dictados en el valle de Elqui, contenidos en registros notariales, el difunto reparte bienes tales "como seis botijas de pisco llenas", en referencia a botijas de aguardiente. Ejemplo de ello sería el testamento, registrado en el protocolo notarial de La Serena, dictado el 5 de diciembre de 1748, por las hijas de Gregorio de Aquis, cacique del pueblo elquino de "El Tambo", en el cual se señalan como sus bienes "Ytten tres botijas de pisco".
En la hacienda La Torre, ubicada en el valle del Elqui, y propiedad del capitán Marcelino Rodríguez Guerrero, se elaboró pisco entre los años 1727 y 1733. En esta hacienda se cultivó una viña de 11 000 plantas, en sus bodegas tenían lagares, 50 tinajas para elaborar y conservar vinos, y contaba con equipamiento de cobre para destilar aguardiente, tales como fondos, pailas y cañones.  Tras el fallecimiento de Marcelino Rodríguez Guerrero, ocurrido en 1733, se levantó un inventario de bienes en la hacienda La Torre, en el cual se registraron, además de otros productos, «tres botijas de pisco»; el cual ha sido considerado como el registro más antiguo del uso de la palabra «pisco» para denominar al aguardiente de uva, en Chile y Perú.
El hijo de Miguel Pinto de Escobar y Blanco, Miguel Nicolás Pinto de Escobar y de las Cuevas, fue quien hizo productivo el valle con numerosos fundos y haciendas, entre ellas, una propiedad de considerable proporciones de nombre San Buenaventura de Montegrande (origen del pueblo de Montegrande) que contenía 70 000 parras y una bodega que alcanzaba los 80 metros cuadrados para almacenar vino y aguardiente. Cavieres Figueroa agrega sobre éste que en 1760, después de su fallecimiento, la hacienda San Buenaventura de Montegrande fue dividida entre dos heredas forzosas: su hermana Petronila y doña Magdalena, su viuda, albacea de sus quince hijos. Por entonces la viña estaba en plena producción y, en el contexto local, bastante bien aperada para la producción del vino y aguardiente. Además de otorgarse 35.000 plantas a cada una de las beneficiarias, a Petronila le correspondieron dos alambiques (uno con tapa y cajón de cobre), 24 tinajas, tres enfriaderos, con carga de cestos grandes, nueve pilones de cuero de vaca de guardar orujos. "A Magdalena, la bodega, una paila de guarnición con su cañón de hacer aguardiente, lagar de cuero, 22 tinajas, un birque de enfriar cocido y otro pisquero".
El historiador chileno Benjamín Vicuña Mackenna da cuenta que en el antiguo puerto de Chacao, en el archipiélago de Chiloé —abandonado por los españoles en 1768—, se encontraron "piscos" quebrados en la playa, que habrían venido con aguardiente de Pisco del Perú. Cabe hacer destacar al respecto que, por una real orden de 20 de agosto de 1767, el rey de España transfirió el gobierno de Chiloé a la jurisdicción directa del virrey del Perú con el fin de que pudiera facilitarse la construcción de defensas y se separó a Chiloé de la jurisdicción del capitán general de Chile y de la Real Audiencia de Santiago; asimismo, el puerto del Callao era el único que mantenía comunicación regular con Chiloé.
El fray Francisco Menéndez, en su diario del viaje que realizó al sur del actual Chile en 1783, se refiere a los gueñaucanos –los antiguos habitantes de Llanquihue– y su afición al consumo excesivo de bebidas alcohólicas, de lo cual sería prueba inequívoca los numerosos "piscos", es decir, vasijas donde venía aguardiente del puerto de Pisco, encontrados en los bosques deshabitados de la zona; asimismo, Menéndez menciona que llevó de Lima "seis botijas de aguardiente de Pisco o de Ica" para su viaje.
El escritor elquino Galvarino Peralta Herrera estima que en Elqui el término «Pisco» se empleó como patronímico, haciendo referencia al puerto peruano, de donde vendrían las botijas, ya que iniciaba con mayúscula; a diferencia de la palabra vino que iniciaba con minúscula;[cita requerida] como ejemplo indica que,[cita requerida] en 1790, Gerónima de Rivera y Rojas, vecina de Elqui, declaró en un testamento poseer "once tinajas de vino y nueve botijas de Pisco;. también habría estudiado informes de la Aduana de La Serena, donde se consigna que varias naves provenientes de Perú descargaron aguardiente en la zona,[cita requerida] siendo registrada la bebida alcohólica indistintamente como «aguardiente pisco» o «pisco aguardiente».
Sobre la base de su estudio, Cortés Olivares sostiene que a partir del siglo XVIII y durante el siglo XIX, la palabra «pisco» pasó a ser utilizada en la sociedad colonial chilena para designar un "aguardiente cuyas características organolépticas, graduación alcohólica y técnicas de producción para procesar requiere de cepas especiales", a diferencia de los aguardientes que se producían al sur de Aconcagua elaborados con borujo. A su vez, el columnista chileno Juan Manuel Vial estima que el «pisco» comenzó a producirse primero en Perú —entonces Virreinato del Perú, perteneciente al Imperio español—, por el siglo XVI y, poco tiempo después, el proceso habría sido imitado en Chile —entonces Capitanía General de Chile, perteneciente al Imperio español—.

### SigloXIX

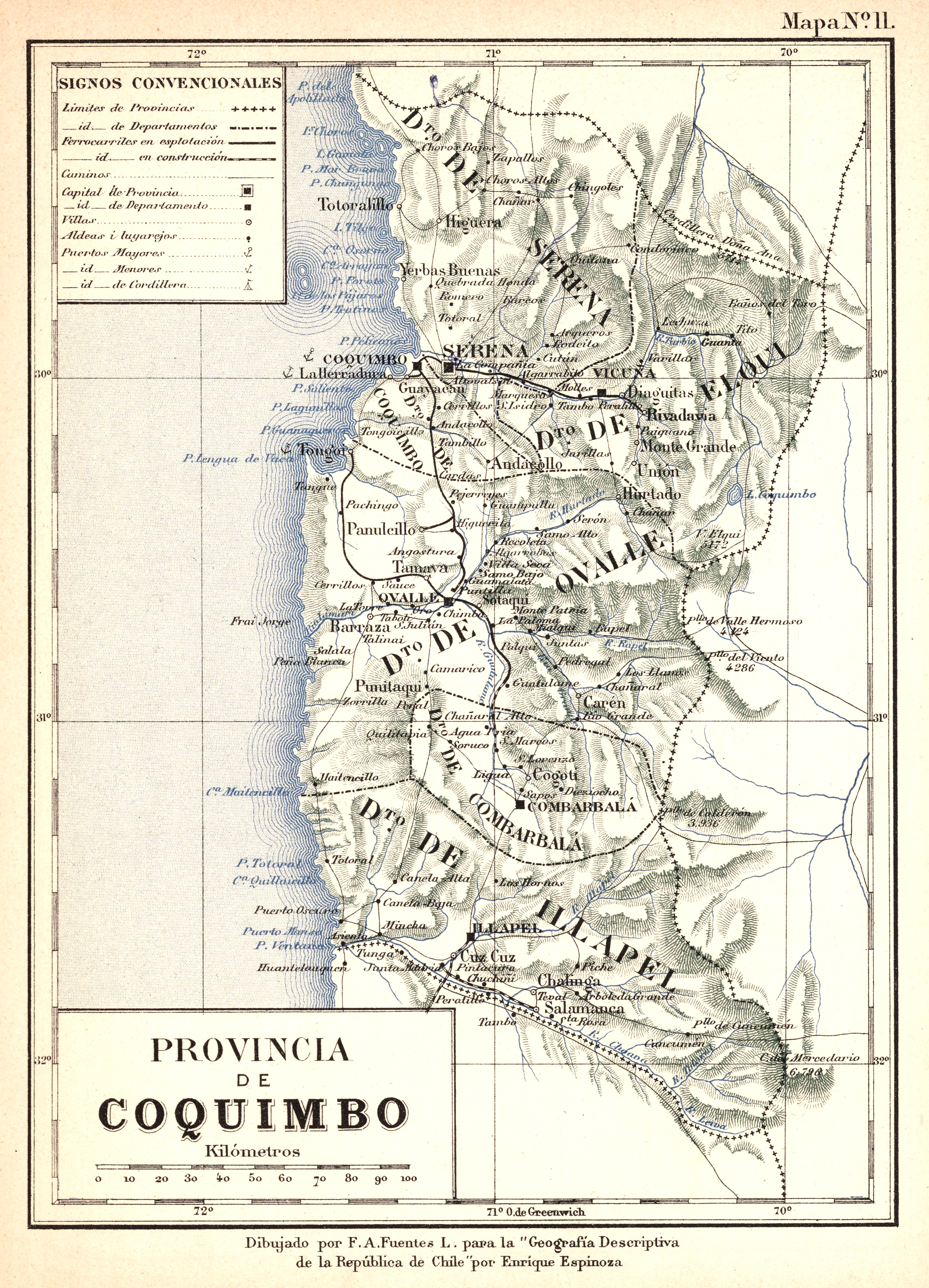
Mapa de la antigua provincia de Coquimbo, hacia 1895.

Hacia 1810 y 1821, los Valle de Elqui e Ica, respectivamente, eran posesiones dentro del Imperio español, gobernadas por autoridades coloniales.
A inicios de 1818, Chile se independizó formalmente de la monarquía española.
En diciembre de ese año, el gobernador de Quillota se queja de la escasez económica de su zona y propone un impuesto "a los comerciantes entrantes i transeuntes o a los que introducen copioso número de licores del lugar de Elqui".
En 1819 habitantes del valle de Elqui solicitaron el establecimiento de una localidad en la zona, debido al auge de la actividad agrícola, incluida la producción de vino y aguardiente[cita requerida]. Dicha petición finalmente se materializa en 1821, con la fundación de San Isidro de Vicuña.
De acuerdo a Justo Abel Rosales, cronista de fines del siglo XIX, el uso del término «pisco» en Chile habría comenzado después de 1825, tras el retorno de la Expedición Libertadora del Perú, con Rosalía, una cocinera que vivía en Lima, viajó a Chile con la división militar e instaló en la capital chilena un restaurante que sería conocido como "El Club de los Picarones", donde "No servía aguardiente, ni puro ni mezclado; servía pisco. La novedad del nombre, importado recién del Perú"; es decir, ella habría incorporado el nombre «pisco» al "folklore etílico" nacional, pues según Hernán Eyzaguirre Lyon, hasta entonces, habría sido desconocido para la población chilena.
Entre 1838 y 1842, el naturalista suizo Johann Jakob von Tschudi realizó un viaje a Perú, el cual plasmó en un libro, describiendo en él los aguardientes que embarcaban en el puerto Pisco, indicando que "gran parte de Chile, se aprovisionan de esta bebida del valle de Ica" y que eran dos los tipos embarcados hacia este país: el aguardiente común llamado «aguardiente de Pisco» porque es embarcado en este puerto y el "aguardiente fino, mucho más caro destilado de uva moscatel, [que] se llama «aguardiente Italia».
Hacia 1847, el escritor copiapino José Joaquín Vallejo narra que en el puerto de Copiapó –esto es, la actual localidad de Puerto Viejo– era posible encontrar como productos en venta, entre otros, al aguardiente de Pisco; a su vez, en Huasco –a alrededor de 260 km– y en otros lugares del norte chileno, ya se producía pisco.
En un informe enviado al diputado Ramón Lira y publicado en 1861 en la Memoria de la Marina de Chile, se da cuenta de la venta en el puerto de Valparaíso de aguardiente de Pisco embarcado en El Callao, señalándose que "La Barca peruana Teodorico, que tenía que venir del Callao a este puerto tuvo [...] que dirigirse primero a Valparaíso, para vender (1000) botijas de aguardiente de Pisco que había a su bordo [...] solo pudo lograr deshacerse del pisco, por la cantidad de cuatro mil pesos [...] los habitantes habrían tomado un buen pisco, que ahora no les es posible el tomarlo".
Ese mismo año, Juan de Dios Pérez Arce, notario de Vicuña, comercializó en la zona su propio aguardiente de uvas, etiquetado como «Pisco Italia».
En 1868, José Rodríguez Callejas construyó una cava en el pueblo de La Greda, en el valle de Elqui, para establecer su bodega y destilería de piscos y vinos generosos, que daría origen al fundo "Los Nichos".
En 1870, el dueño de la hacienda Paihuano, Luis Hernández, comienza a producir aguardiente de uvas etiquetado como «Pisco Luis Hernández».
Tras una epidemia de viruela y producto de la solidaridad surgida entre los habitantes de La Greda a consecuencia de la tragedia, en 1873, los vecinos acordaron designar al pueblo con el nombre de "La Unión". El nombre dado a la localidad se ratificó el 20 de marzo del mismo año, al designarse a La Unión como una de las subdelegaciones del departamento de Elqui.

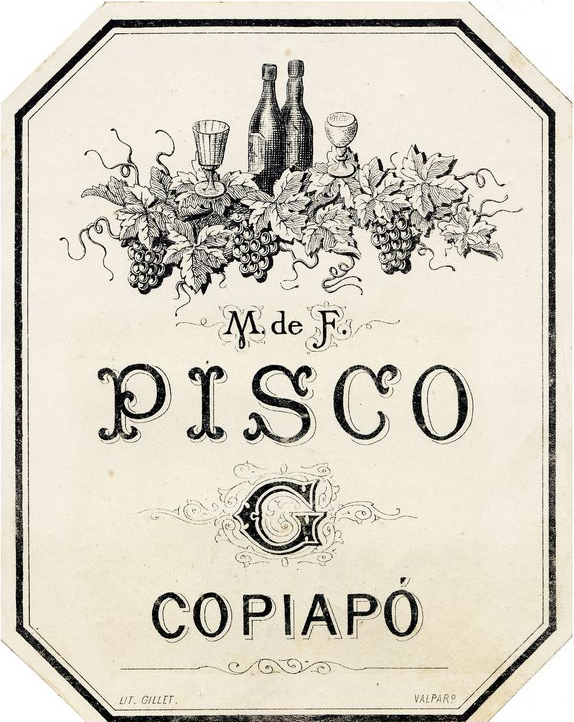
«Pisco G». Primera marca registrada de pisco. Otorgada en Chile, en el año 1882, a José María Goyenechea de Copiapó.

Mediante una ley de 12 de noviembre de 1874 se abrió un registro oficial de marcas de fábrica y de comercio a cargo de la Sociedad Nacional de Agricultura. En 1882, se inscribió en el antedicho registro la marca «Pisco G», a nombre del vinicultor José María Goyenechea, de Copiapó, y al año siguiente se registró la marca pisco «Cóndor», a nombre de Juan de Dios Pérez Arce, de Vicuña.
Juan de Dios Peralta fundó en 1875 una destilería de piscos, instalando sus talleres principales en La Serena, la que por sus características ha sido considerada como el primer establecimiento industrial de pisco chileno; en ésta se producía el «Pisco Tres Cruces».
Durante ese año, se publica en Santiago el Diccionario de chilenismos de Zorobabel Rodríguez, el primero en su tipo, el cual no consigna la palabra «pisco», sin embargo al explicar las expresiones «chambado», «gloriado» y las «once» se refiere al aguardiente; esta obra fue objeto de críticas y defensas, por la omisión de vocablos que habría presentado, de lo cual da cuenta una obra de Fernando Paulsel publicada en 1876.
En la misma época, el industrial de Paihuano Olegario Alba Rivera viajó a Perú, al Locumba, Tacna, donde se dedicó a estudiar la elaboración del pisco, conocimiento que aplicaría en el fundo "Bella Sombra", adquirido en 1868, y donde se creó el «Pisco Alba»; la primera producción de pisco chileno, por lo menos de esa procedencia, salió al mercado en 1878, expendiéndose primero en Coquimbo, luego en Valparaíso, en 1882, y posteriormente al resto del país, la costa del Pacífico y Europa. El historiador chileno Virgilio Figueroa considera a Olegario Alba como el verdadero creador de la industria del pisquera chilena; para el historiador elquino Cesar Esquivel, sería el primero que utilizó en el país el nombre «pisco» para aplicarlo a la bebida que producía, al parecer después de viajar al Perú donde, señala, lo habrían fabricado primero.
Hacia 1880, Luis Hernández perdió su destilería y marca de pisco en una carrera de caballos, siendo adquirida por Samuel Zepeda Ibáñez, quien continuó con la producción de pisco en la hacienda Paihuano, manteniendo su comercialización bajo la marca «Luis Hernández».
En la Exposición Universal de Barcelona de 1888, el pisco elaborado por Olegario Alba recibió una mención honorífica.
Al año siguiente, en la Exposición Universal de París de 1889, se presentaron, entre otros, los piscos «Tres Cruces», «Luis Hernández» y «Alba», de productores pisqueros chilenos, los cuales fueron premiados en el certamen.

### SigloXX

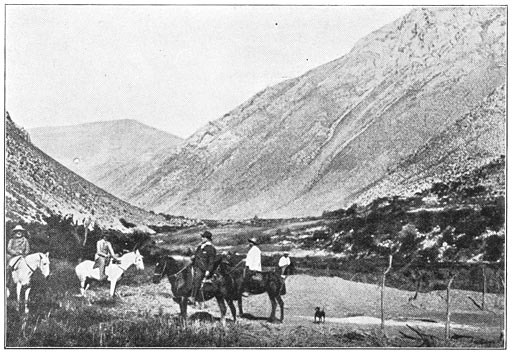
Valle de Elqui en 1906.

Hacia fines del siglo XIX y comienzos del XX, la actividad pisquera en Chile estaba organizada fundamentalmente mediante pequeñas destilerías, cada una con marca particulares, que abarcaban su propio mercado.
Según la lingüista peruana Martha Hildebrandt, a inicios del siglo XX, «pisco» aún se habría sentido en Chile «como término recientemente venido del Perú». No obstante ello, la palabra es recogida por Aníbal Echeverría y Reyes en su obra Voces chilenas, publicada en 1900, expresando que «pisco» es «cierta clase de aguardiente»; en la obra Nuevos chilenismos de Abraham Fernández, publicada el mismo año, no se menciona el término pisco. Posteriormente, el sacerdote y lexicógrafo chileno Manuel Antonio Román, en su Diccionario de Chilenismos y de otras locuciones viciosas (1901-1918), expresa que éste era un «aguardiente muy estimado que se fabrica en el Perú, y también en Chile, y conocido ya en todo el mundo. Principió sin duda en el puerto peruano de Pisco, y por eso tomó ese nombre». A su vez, el lingüista chileno-alemán Rodolfo Lenz señala, en el Diccionario etimológico de las voces chilenas derivadas de lenguas indígenas americanas (1905-1911), que el pisco era un «buen aguardiente de uva; el mejor en Chile se fabrica en Huasco i en otros lugares del norte», y al explicar su etimología expresa que «el actual pisco antes se llamaba "aguardiente de Pisco" porque de allí y de Ica venía».

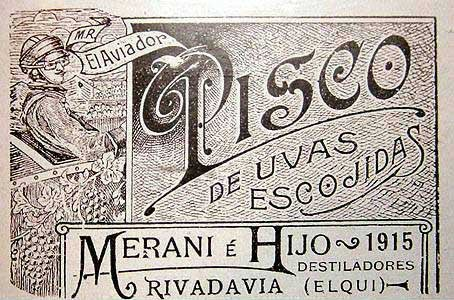
Etiqueta de pisco chileno «El Aviador», 1915.

En 1916, se publicó la ley 3087 que contenía una exención en beneficio de los piscos naturales —esto es, los genuinamente puros que se producían directamente de uva especial, sin agregados de esencia ni de otras sustancias que las permitidas por el reglamento, y que eran embotelladas directamente por el viñero que los producía—, respecto del pago del impuesto a la fabricación de aguardientes y otros licores, establecido por la ley de alcoholes. En 1925, Lorenzo Bauzá comenzó a comercializar el «Pisco Lorenzo Bauzá», elaborado en el valle de Limarí y que más tarde sería conocido como «Pisco Bauzá».
José Toribio Medina, en su obra Chilenismos: apuntes lexicográficos de 1928, expresa que «pisco» era «[del pueblo de Pisco, en el Perú] Aguardiente de uva moscatel de esa procedencia y con cuyo nombre se fabrica también en Chile», y que además era «la botija misma en que se envasa».
Ese mismo año, el agricultor elquino Rigoberto Rodríguez Rodríguez, hijo de José Rodríguez Callejas, crea el pisco «Tres Erres».
En 1929, la ley 4536 dispone que los aguardientes no aromatizados y los piscos naturales pagarían la mitad del impuesto a los licores.
Mediante el decreto con fuerza de ley 181 de 15 de mayo de 1931, dictado por el gobierno del presidente Carlos Ibáñez del Campo, se crea en Chile la denominación de origen «pisco», estableciendo como zona productora a los departamentos de Copiapó, Huasco, La Serena, Elqui y Ovalle (en este último caso, en el área que se extendía al norte de los ríos Limarí, Grande y Rapel), ubicados en las provincias de Atacama y Coquimbo, y reservando el nombre exclusivamente "a los aguardientes que procedan de la destilación de los caldos de uvas dentro de las regiones" antes mencionadas.

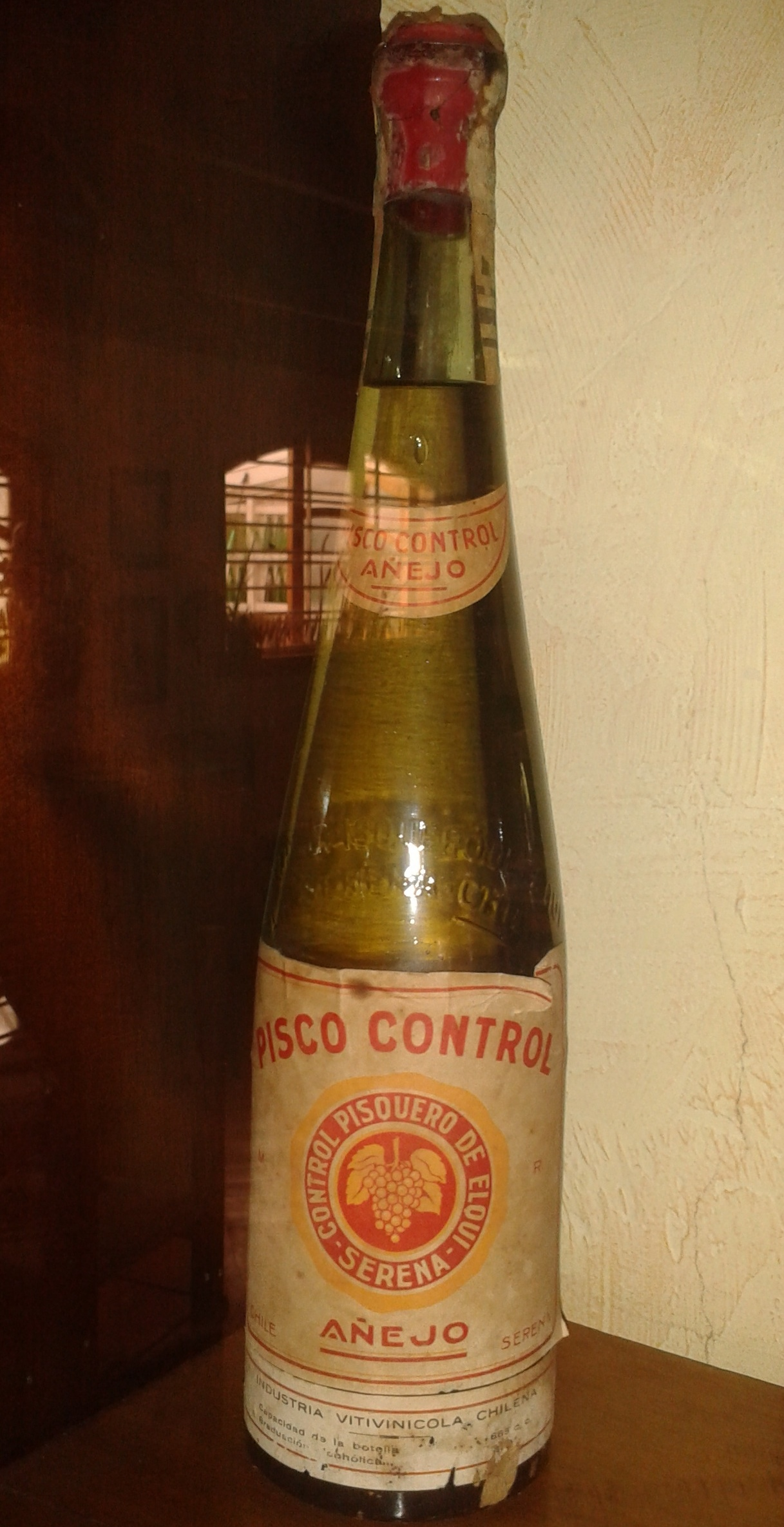
Antigua botella de «Pisco Control».

El impacto de la Gran Depresión se hizo sentir en la actividad pisquera chilena, hacia 1930, debido a que el tamaño de las más tradicionales empresas –pequeñas y de tipo familiar–, hacía difícil que pudieran subsistir en el nuevo ambiente económico; a consecuencia de lo anterior, en 1931, nueve empresarios del rubro decidieron unirse informalmente, al objeto de conseguir un "control", la producción y calidad del pisco que ellas elaboraban, estableciendo lo que se denominó la “Embotellación Única”. La asociación, que actuó informalmente como órgano gremial –consiguiendo, por ejemplo, que se dictara ese año el decreto con fuerza de ley 181–, resultó exitosa, por lo que se decidió mantener la unión en forma permanente. Así, en mayo de 1933, se constituyó en La Serena, la Cooperativa Agrícola y Control Pisquero de Elqui Limitada, luego conocida como CONTROL o Pisco Control, una cooperativa pionera en el rubro, a la que se concedió personalidad jurídica en agosto del mismo año, y que comercializaría bajo la marca «Pisco Control». En agosto del mismo año, la ley 5231, en su texto fijado por el decreto 2355 del Ministerio de Hacienda, mantuvo los beneficios tributarios en favor del pisco y perfeccionó la regulación de la denominación, disponiendo que el nombre «pisco» quedaba «exclusivamente reservado a los aguardientes que procedan de la destilación de los caldos de uvas obtenidos en los departamentos de Copiapó, Huasco, La Serena, Elqui y Ovalle, en la zona que se extiende al norte del río Limarí, río Grande y río Rapel», prohibiendo dar el antedicho nombre «a toda bebida que no sea elaborada exclusivamente por destilación del caldo de uvas provenientes de las zonas anteriormente indicadas».
En 1935, el entonces diputado Gabriel González Videla, defendió la internación de pisco chileno en Estados Unidos, que había sido reclamada por el Gobierno del Perú, argumentando este último que el «pisco» era un producto de exclusiva procedencia de la región de Pisco, Perú. Dicho reclamo fue acogido inicialmente, pero luego suspendido, pues González Videla presentó, junto a Humberto Álvarez Suárez y Pedro Enrique Alfonso –todos diputados por la agrupación departamental de La Serena, Elqui, Ovalle e Illapel, del periodo 1933-1937–, un proyecto de ley para nombrar Pisco Elqui a La Unión, un pueblo del valle de Elqui, el cual fue aprobado rápidamente por el Congreso Nacional.
Así, mediante la ley 5798, de 1 de febrero de 1936, se dispuso que el pueblo de La Unión se denominaría en lo sucesivo Pisco Elqui, permitiendo que el pisco chileno fuese «"oriundo" y colocado en cualquier lugar del mundo sin dificultades legales».
Ese mismo año, por la ley 5841, se incorporó dentro de la zona pisquera al territorio de la comuna de Monte Patria, de la provincia de Coquimbo.
Un año antes se crea en Paihuano la "Sociedad Productores de Elqui", una pequeña asociación de agricultores del valle de Elqui; en 1938 aquella se transformó en la "Sociedad Productores de Elqui, Cooperativa Agrícola Pisquera y Vitivinícola Limitada", a la que se otorgó personalidad jurídica en febrero de 1939.

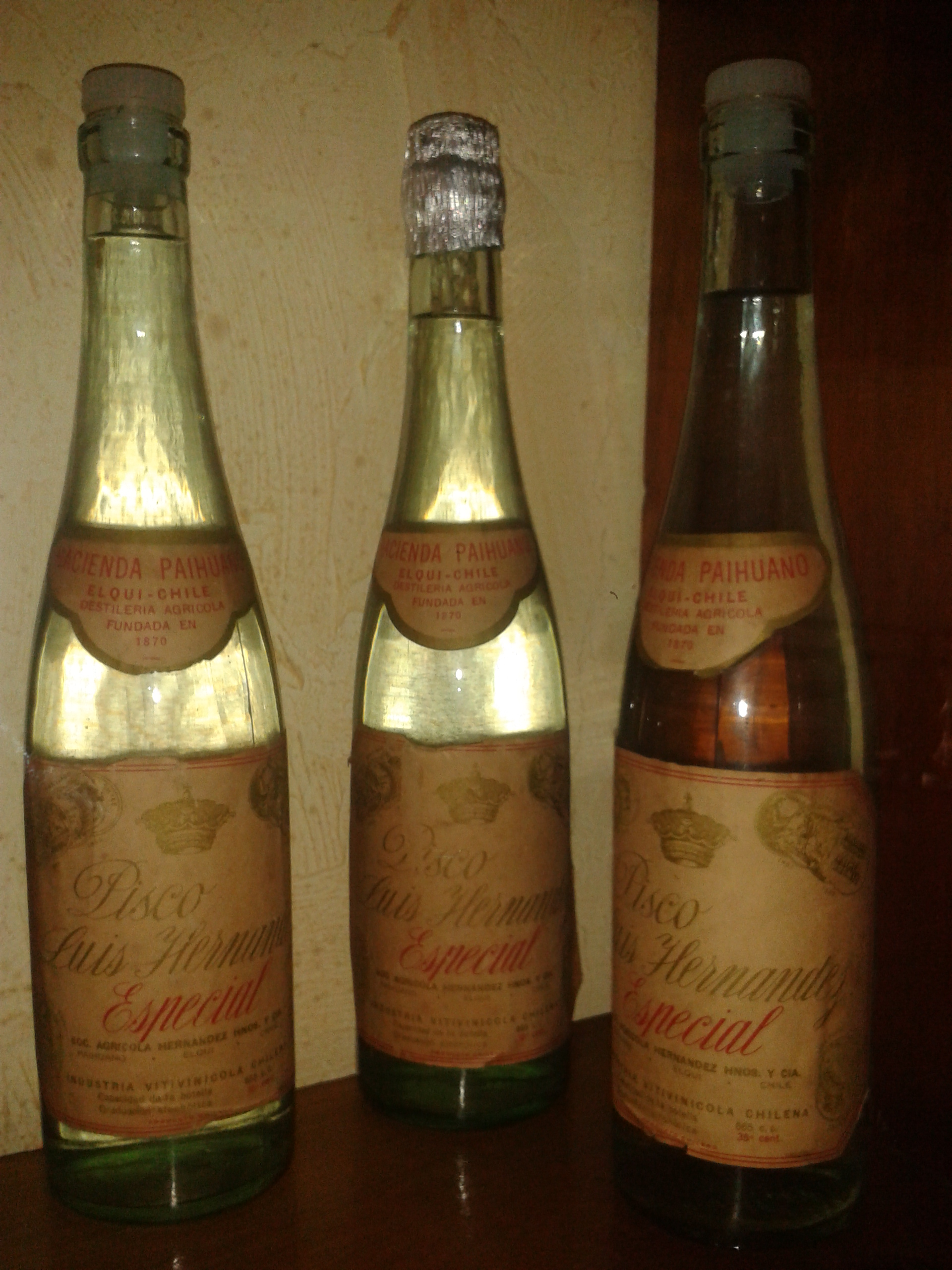
Antiguas botellas de «Pisco Luis Hernández».

Por la ley 6179, de 1938, se estableció que los "aguardientes no aromatizados y los piscos elaborados por dueños de viñas o cooperativas pisqueras", pagarían sólo la mitad del impuesto a los licores.
En 1943, por el decreto 3355 del Ministerio de Hacienda, se establece que "El nombre de pisco queda reservado a los aguardientes que provengan de la destilación de los vinos de uvas producidas dentro de la zona pisquera y obtenidos por medio de alambiques que, a juicio de la Dirección General de Impuestos Internos, garanticen la calidad del producto".
La ley 11256, de 1953, refundió las normas sobre la denominación «pisco», estableciendo como zona pisquera a los departamentos de Copiapó, Huasco, La Serena, Elqui y Ovalle, en la zona que se extiende al norte del río Limarí, río Grande y río Rapel, y, además, en el territorio de la comuna de Monte Patria, que se entiende al sur de los ríos Grande y Rapel", y prohibiendo "dar el nombre de pisco a toda bebida que no sea elaborada exclusivamente por destilación del caldo de uvas provenientes de las zonas anteriormente indicadas", de igual manera, mantuvo la rebaja del impuesto a los licores a favor del pisco, pero únicamente a los elaborados por cooperativas pisqueras ubicadas dentro de la zona pisquera.

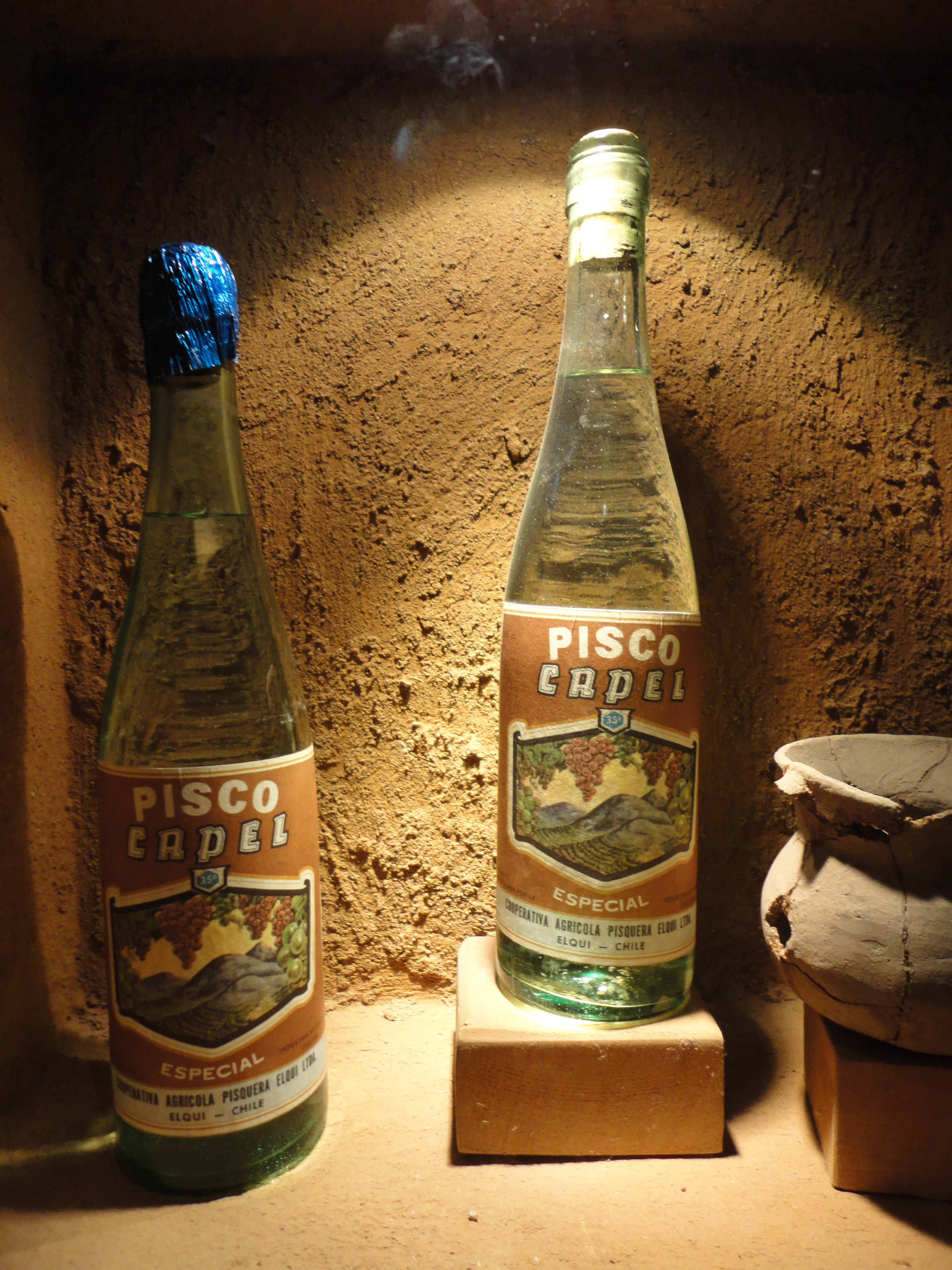
Antiguas botellas de «Pisco Capel».

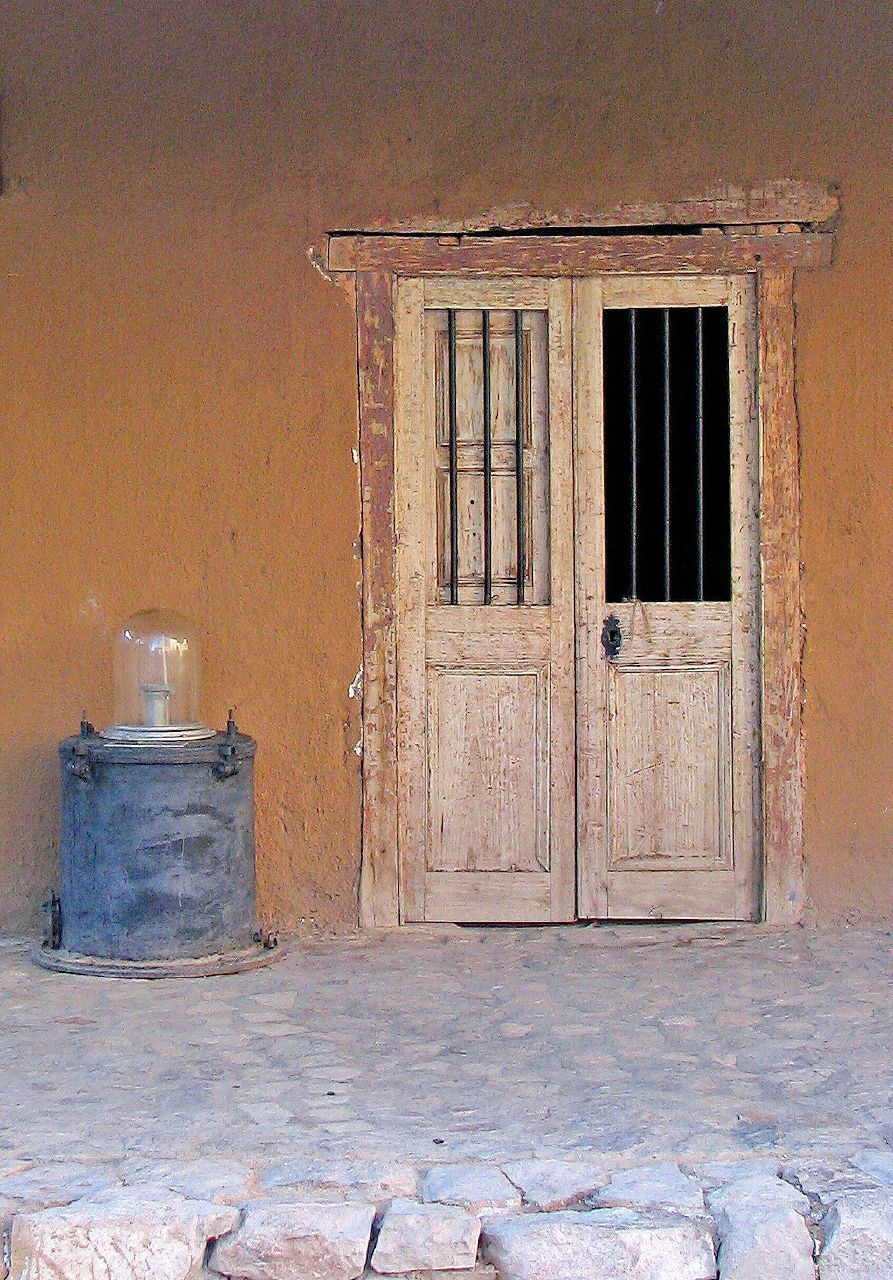
Antigua destilería en Pisco Elqui.

Hacia 1962, el escritor y folclorista chileno Oreste Plath señala que «el actual Pisco antes se llamaba Aguardiente de Pisco porque procedía del pueblo peruano, Pisco. También con el nombre de Pisco se conoció la vasija, la tinaja en que antes se importaba el legítimo Aguardiente de Pisco. Pero, como ciertos viñedos del norte de Chile ofrecieron una buena pasa, y así Huasco y Elqui ofrecieron el aguardiente que pasó a llamarse Pisco del Huasco o Pisco de Elqui».
Por decretos de 1963, se amplió la zona pisquera chilena a algunos valles y sectores de los departamentos de Ovalle, Combarbalá e Illapel de la provincia de Coquimbo, y se fijaron las variedades de uvas pisqueras.
En 1964, se reemplaza el decreto que había ampliado la zona pisquera a algunos valles y sectores de los departamentos de Ovalle, Combarbalá e Illapel, a fin de incluir otros, que se habían omitido, ubicados en los mismos departamentos, y la "Sociedad Productores de Elqui, Cooperativa Agrícola Pisquera y Vitivinícola Limitada" pasa a llamarse Cooperativa Agrícola Pisquera Elqui Limitada (CAPEL), naciendo comercialmente la marca «Pisco Capel».
En 1980, las cooperativas pisqueras de la época, más algunos productores particulares, crean la Asociación Pisquera de Chile (APICH), primera organización gremial formal en el rubro; sin embargo, luego de dos décadas, aproximadamente, su actividad terminó decayendo.
Tras el proceso de regionalización del país, en 1985, la ley 18455 dispuso que la denominación «pisco» quedaba reservada "para el aguardiente producido y envasado, en unidades de consumo, en las Regiones III y IV, elaborado por destilación de vino genuino potable, proveniente de las variedades de vides que determine el reglamento, plantadas en dichas Regiones".
Hacia fines de la década de 1990, las cooperativas CAPEL y Control Pisquero exploraron la posibilidad de fusionarse, lo que finalmente no se concretó, aunque había sido aprobada por la Comisión Preventiva Central, una de las autoridades chilenas antimonopolios de la época.

### SigloXXI
En 2003 se crea la Asociación de Productores de Pisco (APP-AG o Pisco Chile AG), que es la actual asociación gremial que reúne a viticultores, vinificadores, destiladores y envasadores de la industria del pisco chileno.
La Compañía Cervecerías Unidas (CCU) y la Cooperativa Agrícola Control Pisquero de Elqui y Limarí Limitada (Control Pisquero), en 2005, formaron una asociación estratégica que contempló un joint venture para crear una nueva sociedad anónima, con participación de ambas, la cual se constituyó en marzo de ese año, como Compañía Pisquera de Chile, la que se ha convertido en uno de los principales actores de la industria del pisco chileno. Anteriormente, CCU había contactado a CAPEL, cuando pretendió dar sus primeros pasos en la industria pisquera chilena, sin que se arribara a ningún acuerdo.
Posteriormente, el mismo año 2005, Viña Santa Rita y la Compañía Pisquera de Chile presentaron a CAPEL ofertas vinculantes, en un proceso mediante el cual esta última pretendía conseguir un socio estratégico, con quien crearía una sociedad anónima cerrada y aportaría sus activos pisqueros (marcas comerciales, algunos terrenos, plantas y existencias). Sin embargo, dicho proceso fue declarado desierto por CAPEL, quien decidió continuar las operaciones bajo su tradicional modelo de negocios.

## Denominación de origen

### Legislación chilena del pisco
La ley 18455 del 11 de noviembre de 1985, que fija las normas sobre producción, elaboración y comercialización de alcoholes etílicos, bebidas alcohólicas y vinagres —ley de alcoholes vigente hoy en día—, establece en su artículo 28.º a) que la denominación de origen pisco «queda reservada para el aguardiente producido y envasado, en unidades de consumo, en las Regiones III y IV, elaborado por destilación de vino genuino potable, proveniente de las variedades de vides que determine el reglamento, plantadas en dichas Regiones».
A su vez, el Reglamento de la Denominación de Origen Pisco (decreto 521 del 27 de mayo de 2000) lo define en su artículo 2.º b) como el «aguardiente producido y envasado, en unidades de consumo, en las Regiones III y IV del país, elaborado por destilación de vino genuino potable, proveniente de las variedades de vides que se determinan en este reglamento, plantadas en dichas regiones».
Según el artículo 2.º c) del reglamento antes mencionado, la Denominación de Origen Pisco es la «denominación reservada por la ley para designar exclusivamente al pisco en reconocimiento de sus especiales características derivadas fundamentalmente de los factores naturales y humanos tradicionales, propios e inherentes a su origen geográfico». La Zona Pisquera comprende la totalidad de las regiones de Atacama y de Coquimbo.

### Controversia internacional sobre la denominación de origen
Sobre la denominación de origen «pisco» y su utilización, existe un diferendo entre Chile y el Perú. Perú considera que dicho nombre, aplicado a la bebida espirituosa, tiene una relación estrecha con el espacio geográfico donde habría comenzado a producirse en ese país, desde la etapa de dominio español, en la localidad de Pisco —que existe desde la época precolombina— y sus alrededores, en el actual departamento de Ica, de manera que debiera tener la exclusividad en su uso, como el caso de champán en Francia, la cual en España se produce bajo la denominación de cava. Por su parte, Chile sostiene que el término es igualmente aplicable a la bebida destilada producida a partir de uvas en su territorio, en el cual hay una zona geográfica que fue delimitada legalmente en 1931 para usar la denominación —antes de que lo hiciera Perú— y en donde existe una localidad con dicho nombre, Pisco Elqui, rebautizada en 1936; no niega que tal producto haya podido fabricarse primero en tierras peruanas –entonces pertenecientes al Virreinato del Perú del Imperio español–, pero argumenta que tal denominación ha sido usada para designar el aguardiente de uvas producido en el territorio de ambos países, desde el periodo colonial y por diversos factores, por lo que puede ser utilizada por Chile y Perú, al ser binacional.
Chile sostiene que el "pisco" es una denominación utilizada para un tipo de bebida alcohólica hecha a partir de la uva. No niega que tal producto haya podido fabricarse primero en el Perú, pero argumenta que tal denominación fue utilizada para designar el aguardiente de uva producido en ambos países por diversos factores (envase, puerto de exportación, etc). Además, basa su sustento en la existencia de una zona geográfica vitivinícola, en solo dos regiones de Chile, delimitada legalmente para usar el término «pisco»: Atacama y Coquimbo.
Perú, por su parte, basa su sustento, en documentos históricos sobre el origen de la palabra pisco, pisku o pisko, aplicados a asentamientos humanos cazadores-recolectores, denominados piskos, a la antigüedad del término y a la multitud de aplicaciones del mismo: a "ave", a "valle", a un "río", a un puerto, a un poblado prehispánico, al licor, a una vasija y también a una ciudad. Esto es, el argumento comienza desde el punto de vista etimológico, para culminar arguyendo un camino histórico para llegar al topónimo.
En mayo de 2005, el Perú presentó una solicitud de registro internacional de dicha denominación de origen de acuerdo al Sistema de Lisboa, ante la Organización Mundial de la Propiedad Intelectual (OMPI), que agrupaba entonces a veinticinco países (Argelia, Bulgaria, Burkina Faso, Congo, Costa Rica, Cuba, Francia, Gabón, Georgia, Haití, Hungría, Irán, Israel, Italia, México, Nicaragua, Perú, Portugal, Moldavia, Corea, República Checa, Serbia y Montenegro, Eslovaquia, Togo y Túnez).
En agosto de 2006 se conoció el resultado de dicha solicitud. De los Estados antes mencionados, Bulgaria —inicialmente la había rechazado por un reconocimiento nacional anterior del término, que no tenía relación con este aguardiente de uva: «P.I.C. Co», que posteriormente rectificó–, Eslovaquia, Francia Hungría, Italia, Portugal, y República Checa rechazaron la solicitud de registro exclusivo de la denominación de origen Pisco presentada por Perú, únicamente porque significaría un obstáculo para su utilización de la denominación de origen Pisco por los productos originarios de Chile (en francés: "La protection de l'appellation d'origine PISCO est refuseé uniquement en ce qu'elle ferait obstable à l'utilisation pour des produits originares du Chili de l'appellation PISCO protégée conformémént à la l'Accord établissant une association entre la Communauté européenne et ses États membres, d'une part, et la République du Chili, d'autre part"), en virtud del Acuerdo de Asociación Económica que este país posee con la Unión Europea.
A su vez, México también la denegó "únicamente si constituye un obstáculo para la utilización de productos provenientes de Chile con la denominación Pisco", protegida por el Tratado de Libre Comercio celebrado entre Chile y México.
Irán rechazó el registro por tratarse de una bebida alcohólica, cuyo consumo está prohibido conforme a su legislación.
En tanto, los estados de Argelia, Burkina Faso, RDC, Cuba, Georgia, Haití, Israel, Nicaragua, Corea del Norte, República de Moldavia, Serbia, Togo y Túnez, no se pronunciaron por lo que, de acuerdo a lo establecido en el Arreglo de Lisboa, reconocen en forma exclusiva al Perú la denominación "Pisco".

#### Reconocimiento internacional del pisco chileno

Países que reconocen la denominación de origen pisco a Perú
Países que reconocen la denominación de origen pisco a Chile y a Perú
Países que reconocen la denominación de origen pisco a Chile

Canadá, en virtud del Tratado de Libre Comercio (TLC) suscrito por Chile y dicho país, en vigencia desde 1997, reconoce al «Pisco Chileno» como indicación geográfica, en conformidad a la Trade-Marks Act. Mientras México reconoce la denominación de origen «Pisco» para su uso exclusivo en productos originarios de Chile, sin perjuicio de los derechos que pueda reconocer, además de a Chile, exclusivamente al Perú, en relación con el Pisco, en virtud del TLC suscrito con ese país y en vigencia desde 1999.
Estados Unidos de América reconoce al «Pisco Chileno» como producto distintivo de Chile, a partir del Tratado de Libre Comercio (TLC) celebrado con dicho país y en vigencia desde 2004.
A su vez, Corea del Sur reconoce a Chile la indicación geográfica «Pisco», en virtud del TLC con dicho estado y en vigencia desde 2004, sin perjuicio de los derechos que pudiera, además, reconocer al Perú.
La Unión Europea, conforme a una declaración conjunta con Chile, integrante del Acuerdo de Asociación entre ambos, el cual entró en pleno vigor en 2005, reconoce la denominación de origen «Pisco» para uso exclusivo de productos originarios de Chile, sin perjuicio de los derechos que pueda reconocer, además, al Perú. El 2013, la Unión Europea reconoció al «Pisco» como indicación geográfica de Perú, sin perjuicio de la utilización de la denominación para los productos originarios de Chile en virtud del Acuerdo de Asociación entre la Unión Europea y Chile de 2002.
De la misma forma, Brunéi, Nueva Zelanda y la República de Singapur reconocen como indicación geográfica de bebidas espirituosas de Chile al «Pisco», según lo dispuesto en el Acuerdo Estratégico Transpacífico de Asociación Económica (P4), en vigor desde 2006; en el mismo acuerdo, las partes se comprometieron, a partir de un año de la entrada en vigencia del mismo, a considerar el reconocimiento de los productos distintivos, en particular Chile expresó que buscará el reconocimiento del «Pisco Chileno» como producto distintivo (además del Pajarete y el Vino asoleado).
La República Popular China reconoce al «Pisco chileno» como indicación geográfica, de acuerdo al Tratado de Libre Comercio (TLC) firmado dicho país, en vigencia desde 2006.
Por su parte, la Dirección de Propiedad Intelectual de El Salvador resolvió el 3 de julio de 2007, una apelación a un fallo de primera instancia de 2006, reconociendo a Chile la denominación de origen «Pisco», basado en el Tratado de Libre Comercio entre dicho país y Centroamérica, firmado en 1999 y que entró en vigencia en 2002; anteriormente lo había hecho respecto al Perú, por lo que en definitiva reconoce a ambos países tal denominación. Posteriormente, en julio de 2013, la Corte Suprema de Justicia de El Salvador revocó la decisión del Centro Nacional de Registros, reconociendo la denominación de origen en favor de Perú, requiriendo el establecimiento de medidas que permitan la comercialización de ambos productos.
Japón, en el Acuerdo entre la República de Chile y Japón para una Asociación Económica Estratégica, en vigor desde septiembre de 2007, reconoce al «Pisco Chileno» (Chilean Pisco) como indicación geográfica para bebidas espirituosas con respecto a Chile.
En 2008, el Registro de Propiedad Industrial de Costa Rica aceptó la inscripción de la denominación «Pisco Chile», a favor de Chile.
Australia reconoce al «Pisco Chileno» (Chilean Pisco) como un producto manufacturado exclusivamente en Chile, en el Tratado de Libre Comercio (TLC) celebrado entre Chile y Australia, en vigencia desde marzo de 2009.
A su vez, Turquía reconoce al «Pisco», en el Tratado de Libre Comercio celebrado entre Chile y Turquía, en vigor desde marzo de 2011, como una indicación geográfica chilena para bebidas espirituosas, sin perjuicio de los derechos que pudiera reconocer, además, al Perú.
Malasia reconoce al «Pisco Chileno» (Chilean Pisco), en el Acuerdo de Libre Comercio celebrado entre Chile y Malasia, en vigor desde abril de 2012, como una indicación geográfica chilena para bebidas espirituosas, sin perjuicio de los derechos que pudiera reconocer, además, a Perú.
En mayo de 2012, el Servicio Agrícola y Ganadero (SAG) realizó las gestiones necesarias para que la denominación de origen pisco chileno se incorporara a los registros de la Organización Internacional de la Viña y el Vino (OIV), una organización intergubernamental de referencia en el campo de la viña, el vino y otros productos derivados, integrada por 45 países y de la cual Chile es miembro desde 1952.
Vietnam, en el Tratado de Libre Comercio celebrado entre Chile y Vietnam, en vigencia desde febrero de 2014, reconoce al «Pisco», acompañado por una indicación de Chile tales como «Chileno», «Chile», como una indicación geográfica chilena para espirituosas, de conformidad con lo establecido en el párrafo 1 del Artículo 22 del Acuerdo sobre los ADPIC; lo anterior es sin perjuicio de los derechos que Vietnam haya reconocido, además de Chile, a Perú en relación con el Pisco.
Por su parte, Hong Kong, reconoce al «Pisco» como indicación geográfica de Chile, en virtud del Tratado de Libre Comercio celebrado entre Chile y Hong Kong SAR, en vigor desde noviembre de 2014; además, conforme al mismo tratado, y sujeto a la legislación y reglamentos de Hong Kong, China, cualquiera de los términos listados en el Anexo 3.10 —entre los cuales se encuentre el «Pisco»— podrá recibir protección relevante de propiedad intelectual en Hong Kong, China.
Tailandia, según el Tratado de Libre Comercio celebrado entre Chile y Tailandia, en vigencia desde noviembre de 2015, se obligó a asegurar, de acuerdo a sus leyes y reglamentos, y de conformidad con el Acuerdo sobre los ADPIC de la OMC la protección de las indicaciones geográficas de Chile, entre las cuales se encuentra el «Pisco», a condición de que el origen geográfico y el país de producción estén claramente señalados al final de dicha indicación, al existir homonimia.

## Producción del pisco chileno

### Elaboración

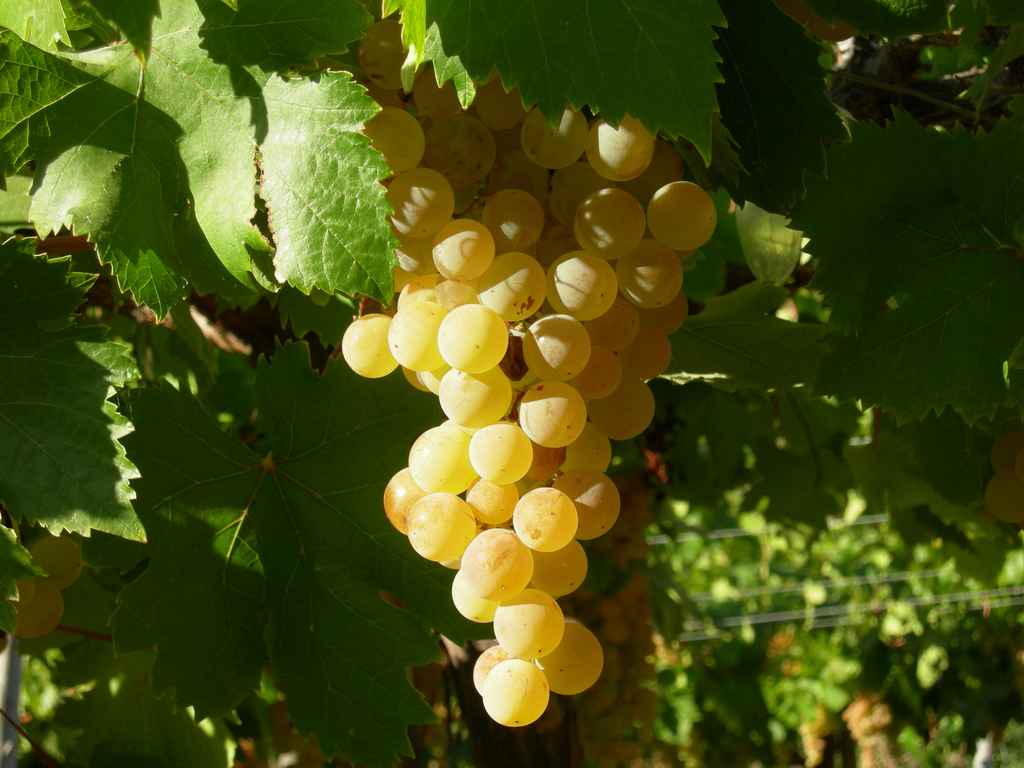
Uva pisquera chilena.

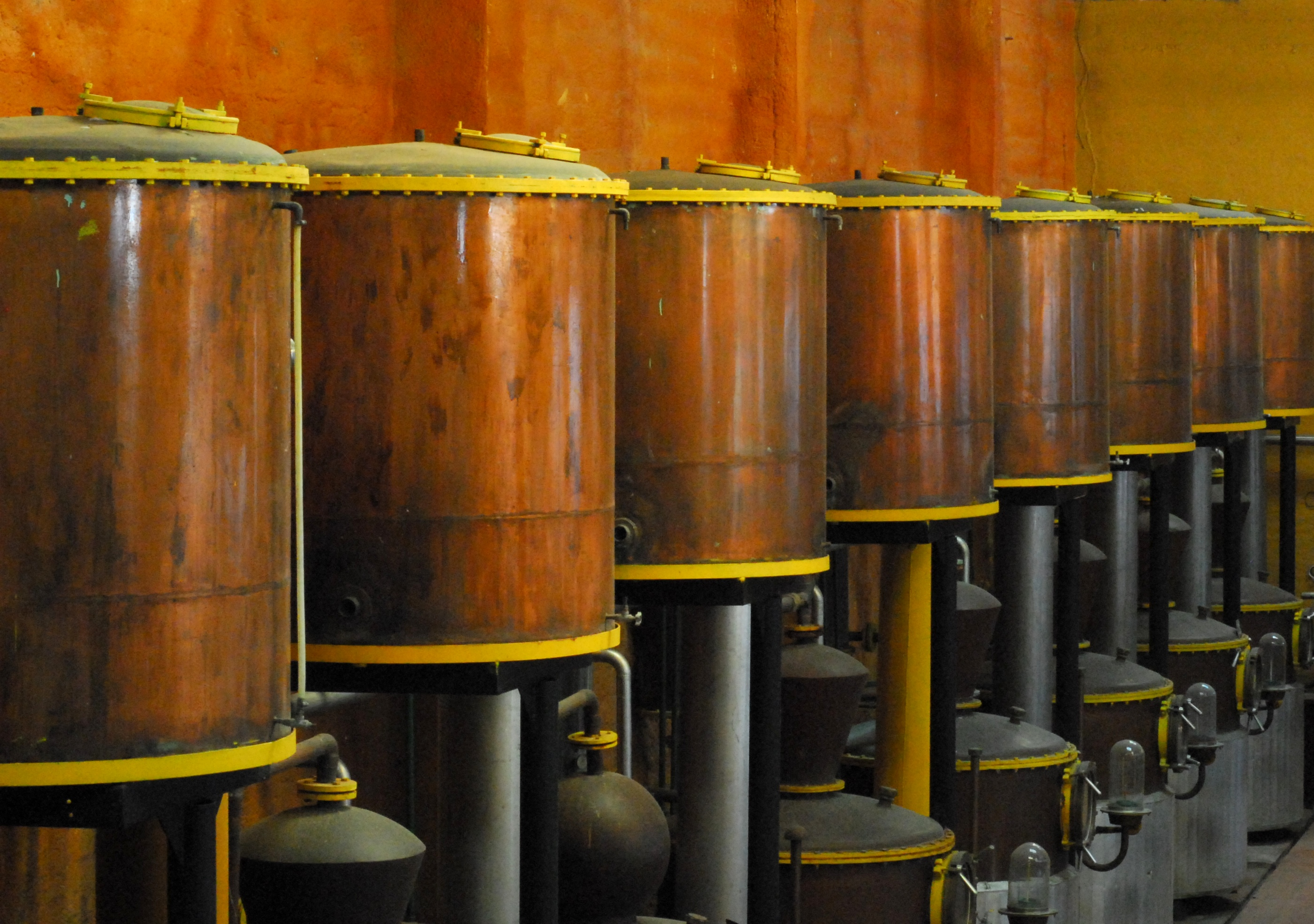
Alambiques en una planta de CAPEL.

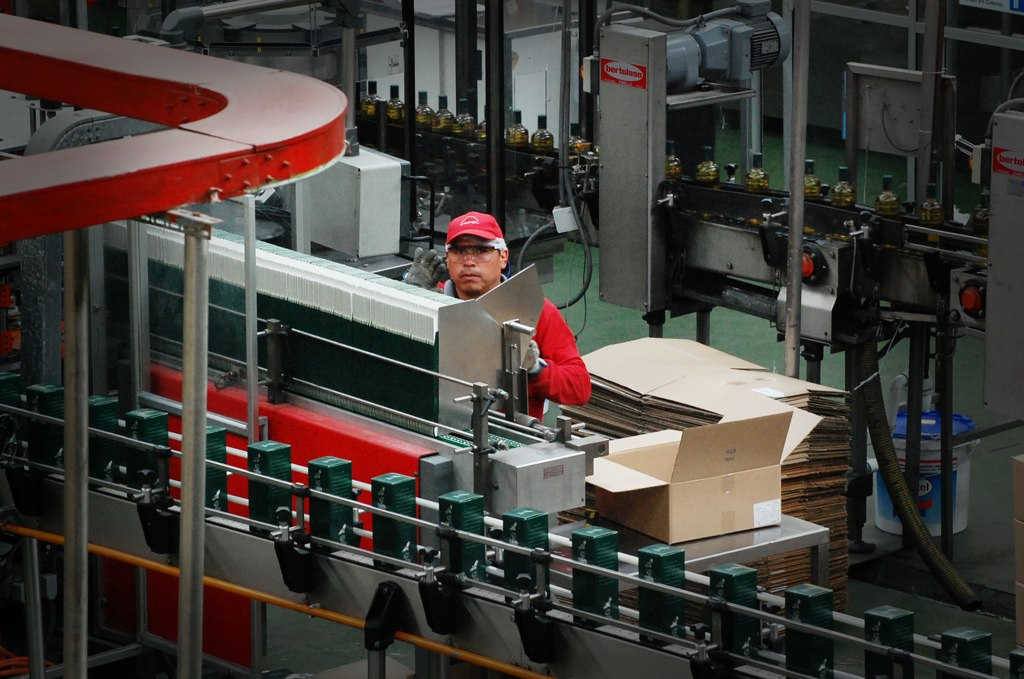
Envasado y embotellado de pisco «Alto del Carmen».

El pisco chileno es un aguardiente elaborado por destilación de vino genuino potable. Su producción consta de cuatro grandes fases: el cultivo y cosecha de las uvas pisqueras, la vinificación para fines pisqueros, la destilación del vino para la obtención del pisco y, finalmente, el envasado en unidades de consumo. Tales actividades sólo pueden realizarse en la «zona pisquera».
El alcohol de vino para la elaboración de pisco solo puede provenir de las siguientes variedades de uva de la especie Vitis vinífera L., plantadas en la zona pisquera y que se denominan en conjunto «uvas pisqueras»:
Variedades principales
- Moscatel de Alejandría (o uva Italia)
- Moscatel Rosada (o uva Pastilla)
- Torontel
- Moscatel de Austria
- Pedro Jiménez (variedad distinta a la uva Pedro Ximénez)

Variedades accesorias
- Moscatel Blanca Temprana
- Chaselas Musque Vrai
- Moscatel Amarilla
- Moscato de Canelli
- Moscatel de Frontignan
- Moscatel de Hamburgo
- Moscatel Negra
- Muscat Orange

La cosecha de las uvas pisqueras se inicia a mediados del mes de febrero de cada año, habitualmente con la variedad más temprana —la Moscatel de Austria—, y concluye con aquellas de ciclo más largo —la Moscatel de Alejandría y la Pedro Jiménez—, y se define en último término por el grado de alcohol potencial que tienen los granos de uva en el racimo, que debe ser igual o superior a 10.50.º G.A.P.
La vinificación para fines pisqueros se hace en blanco con temperaturas controladas, descartándose el uso de equipos de molienda y descobajado de racimos, de altas velocidades de giro, que provoquen rompimientos excesivos de elementos indeseados en los mostos, tales como: pepas, escobajos, etc. Igualmente se prohíbe el uso de prensas de orujos frescos de tipo continuo que trabajen con altas presiones. Esta labor consta de las siguientes etapas: recepción de la uvas pisqueras; molienda; finalmente maceración y prensad; y fermentación por la acción de levaduras.
El proceso de destilación del vino para la producción de alcohol para pisco, debe hacerse en alambiques de ciclo discontinuo. La destilación de los vinos de cada temporada, comienza inmediatamente después que éstos están en condiciones para tal propósito, y no puede superar la fecha del 31 de enero del año siguiente, para evitar que coincida con la fruta de la cosecha entrante. Los alcoholes, tras ser destilados para la elaboración de pisco, deben tener un reposo mínimo de 60 días, lo que puede hacerse en estanques de acero o en fudres de raulí.
En el pisco chileno los productores pueden agregar agua desmineralizada para ajustar la graduación alcohólica resultante, que alcanza regularmente los 60° y llegar hasta 73°, a la deseada, tal como se hace en elaboración de otros licores espirituosos, como el whisky, el vodka y el singani. Ello ha generado una rápida popularización de las variedades con baja graduación, por su bajo precio, generalmente de 30, 33 y 35° grados de alcohol, sin embargo los piscos chilenos de mejor calidad se encuentran sobre los 40°, de las categorías especial y reservado.
En variedades de alta graduación, Chile produce piscos perfumados con guarda en vasijas de madera que agrega un toque muy agradable a la bebida.

#### Variedades y estilos del pisco chileno

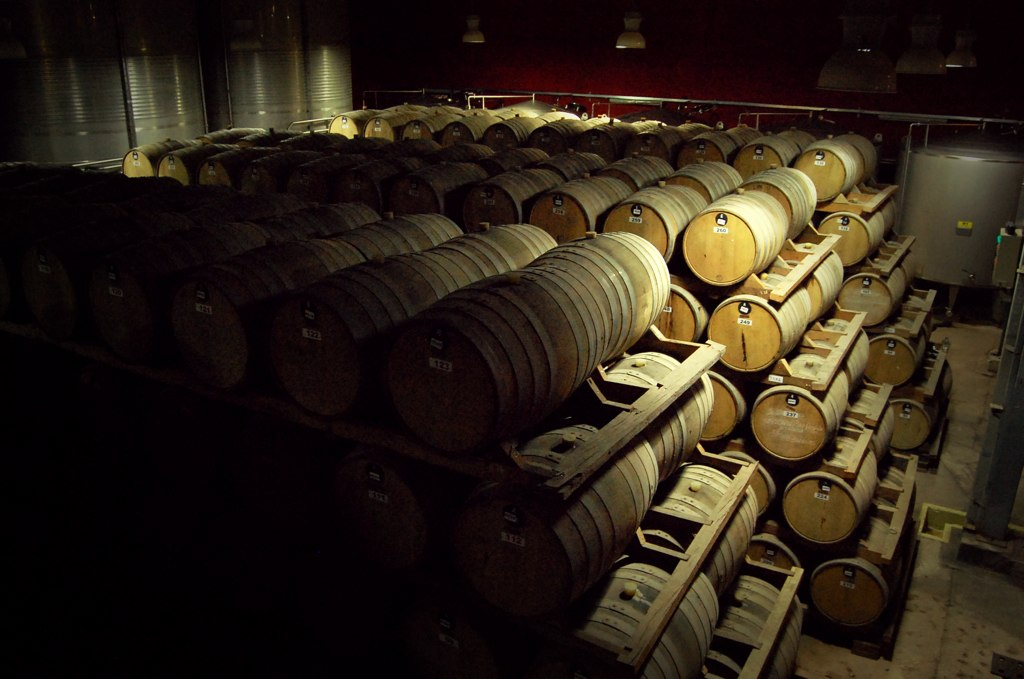
Barricas con pisco chileno, en una planta de Capel.

El pisco chileno se clasifica reglamentariamente de acuerdo su graduación alcohólica mínima, que se indica a continuación (con todo, se tolera una diferencia de hasta medio grado inferior a los mínimos señalados):
- Pisco corriente o tradicional: 30°
- Pisco especial: 35°
- Pisco reservado: 40°
- Gran pisco: 43°

Sin perjuicio de la clasificación anterior, existen piscos denominados de guarda, cuyos alcoholes son objeto de guarda en barricas de madera noble y por un tiempo mínimo de 180 días, y piscos envejecidos, cuyos alcoholes son objeto de envejecimiento en madera noble y por un tiempo mínimo de 360 días.

### Características
El Reglamento chileno de la Denominación de Origen Pisco, que regula el uso de la denominación de origen pisco y las condiciones, características y modalidades que se deben cumplir respecto de la materia prima a utilizar, elaboración y envasado de este producto, establece los siguientes requisitos:
- Materia prima: no se permite la elaboración de pisco con uvas de grado de alcohol potencial inferior a 10.50.º G.A.P.
- Destilación: el producto destilado, resultante del proceso de destilación del vino para la producción de alcohol para pisco, no puede tener una graduación alcohólica superior a 73° Gay-Lussac.
- Contenido: los piscos deben tener un contenido en ácidos volátiles no superior a 1,5 gramos por litros y un mínimo de impurezas de 3 gramos por litro a 100° Gay-Lussac a 20°C de temperatura y su contenido en azúcares no podrá exceder en 5 gramos por litro.

En Chile se estima que el pisco es un alcohol fuerte y que, por lo general, se bebe mezclado de otra bebida no alcohólica, habitualmente con una bebida cola (Coca-Cola y Pepsi), cóctel a la cual se le da el nombre de Piscola, muy consumido en el país. También se le bebe en menor medida con otras bebidas, tales como ginger-ale, limalimón, y, en ocasiones, con jugo de naranja y otros jugos de frutas o como Pisco Sour, con azúcar, jugo de limones de Pica y hielo. Existen además, otras variantes 'sour' con diversos jugos de frutas, como Papaya Sour (ver apartado, Serena Libre más abajo), Chirimoya Sour, Mango Sour, Chirimoya Alegre, Lucuma, etc. muy conocidas y degustadas en Chile en su formato comercial o hechas en forma artesanal. Con el mismo también se puede hacer la bebida llamada cola de mono, típica de las festividades navideñas chilenas.

### Zonas de producción

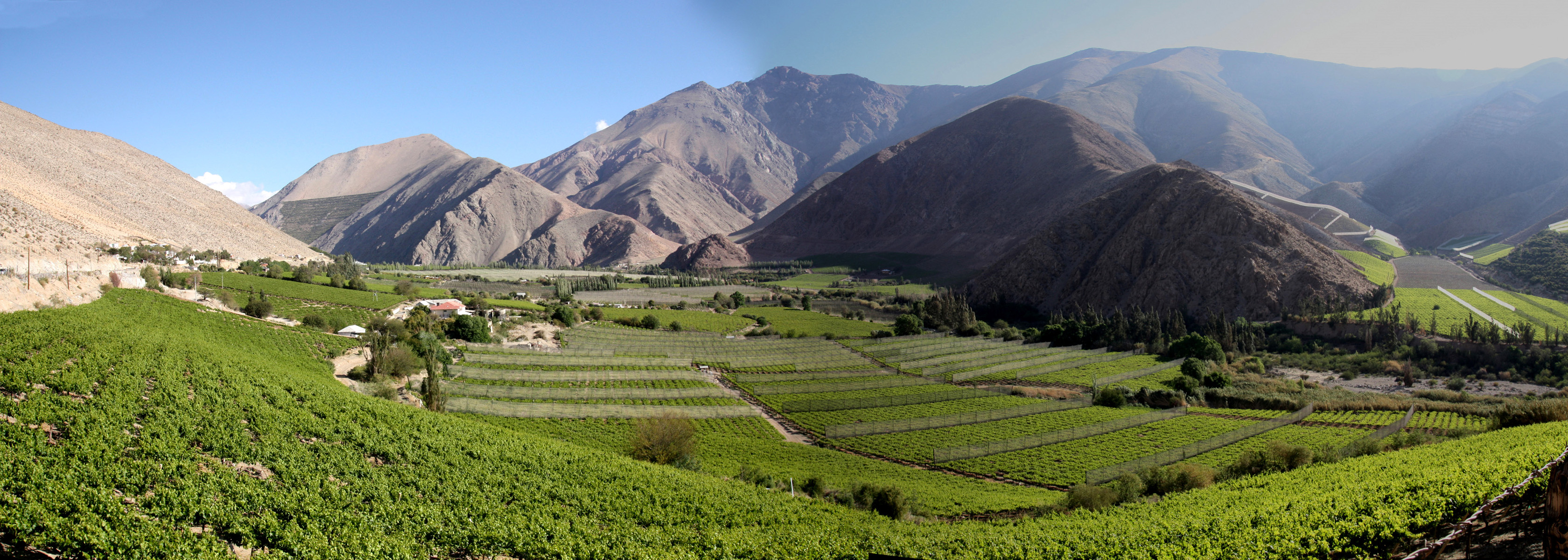
Viñedos en el Valle del Elqui.

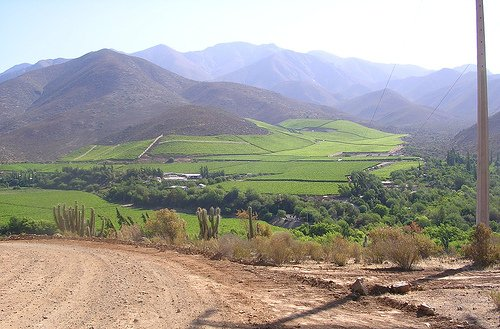
Viñedos en las cercanías de Monte Patria, Valle del Limarí.

La zona de producción del pisco chileno, la llamada «zona pisquera», fue definida por el decreto con Fuerza de Ley 181 del 15 de mayo de 1931. Esta zona incluía a las provincias de Atacama y Coquimbo, equivalentes a las actuales regiones de Atacama y de Coquimbo.
En esta zona, conocida como Norte Chico, la depresión intermedia es reemplazada por valles transversales, que van de la cordillera al mar, regados por los ríos Copiapó, Huasco, Elqui, Limarí y Choapa.
Con contrastes de temperatura y un clima cálido y seco, la zona es ideal para el cultivo de la uva moscatel, la principal con que el pisco chileno es elaborado.

#### Área plantada
En el año 1985 existían 5.875 hectáreas de superficie destinadas al cultivo de vides pisqueras en las Regiones de Atacama y Coquimbo, ubicándose en su mayor proporción en la segunda (con 5.364 ha).
Hacia el 2004 dicha superficie se había casi duplicado, llegando a 9.883 ha (9.282 ha en la Región de Coquimbo). La última cifra, de acuerdo al Catastro Vitivinícola Nacional 2004, se distribuye de la siguiente manera: 2.606 ha de Moscatel rosada; 1.747 ha de Moscatel de Alejandría; 2.283 ha de Moscatel de Austria; 2.363 ha de Pedro Jiménez; 778 ha de Torontel; 62 ha de Moscatel amarilla; 20 ha de Moscatel blanca temprana; 1 ha de Albilla; y 20 de otras variedades.

#### Volumen de producción
Al 2006, según la Asociación de Productores de Pisco AG, Chile produjo 49 millones de litros de pisco y exportó US$1,3 millones a diversos países, tales como Estados Unidos, Japón, Argentina y algunos países europeos. Las exportaciones del pisco chileno se han duplicado en los últimos 6 años.
En julio de 2008 las exportaciones chilenas fueron superadas por el Pisco del Perú.
Las dos grandes empresas productoras y comercializadoras de pisco chileno son la Cooperativa Agrícola Pisquera Elqui Limitada (CAPEL) y la Compañía Pisquera de Chile.

## Promoción y fomento del pisco chileno

### Día nacional del pisco
El 15 de mayo se celebra en Chile el «Día nacional del pisco». La idea sobre el establecimiento de esta fiesta fue generada, en abril de 2008, en la mesa nacional del pisco, integrada por el Ministro de Agricultura, el Intendente de la Región de Coquimbo y representantes de la Asociación de Productores de Pisco.
Esta celebración, que fue oficializada con un acta protocolo de instauración firmado por la ministra de Agricultura Marigen Hornkohl, el intendente Ricardo Cifuentes y el presidente de la Asociación de Productores de Pisco, Pelayo Alonso, en un encuentro realizado en Pisco Elqui, contempla diversas actividades relacionadas con el rubro, en la localidad de Pisco Elqui, la ciudad de La Serena, capital de la principal región productora de pisco chileno, y alrededores.

### Día de la piscola
Previamente, en 2003, productores pisqueros nacionales, instituyeron el «Día nacional de la piscola», a celebrarse cada 8 de febrero. En esta fecha, que carece de existencia oficial, se realizan diferentes actividades referentes tanto al pisco propiamente tal como a la piscola, especialmente fiestas en discotecas, pubs y otros locales del rubro, donde habitualmente se hacen promociones para adquirir el trago a un menor precio.

### Rutas del pisco en Chile

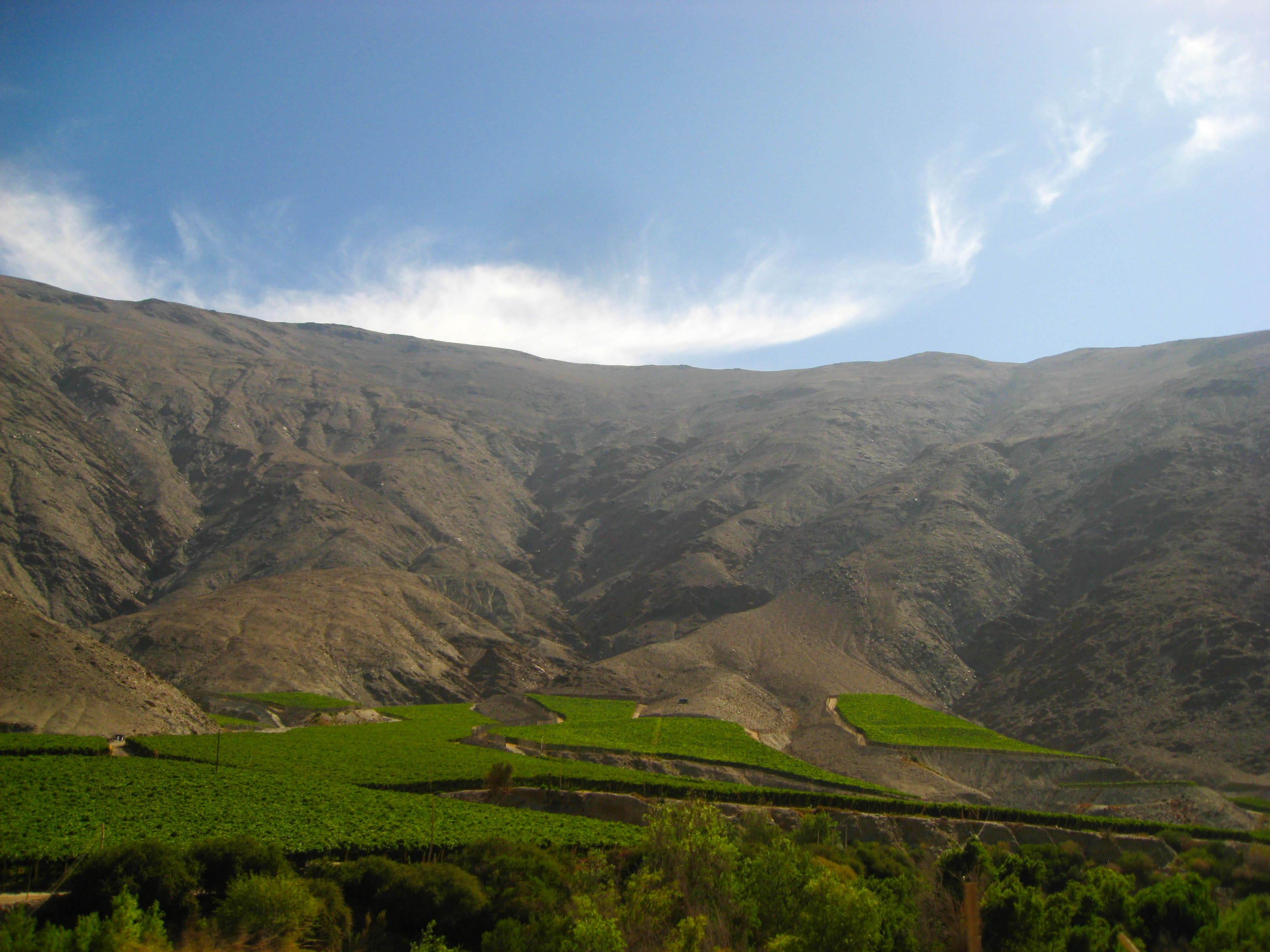
Viñas en el Valle del Huasco

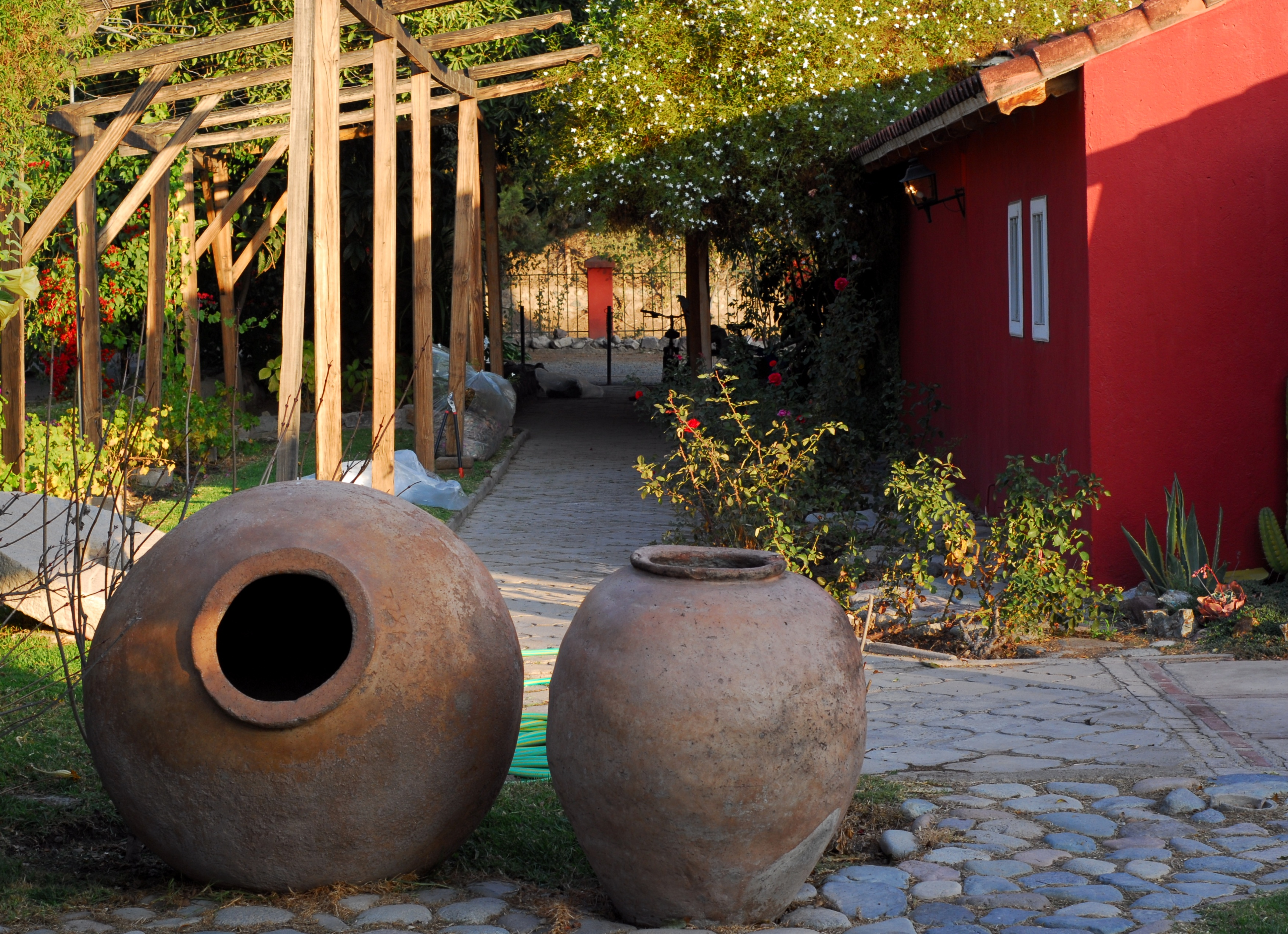
Planta Capel en el Valle de Elqui

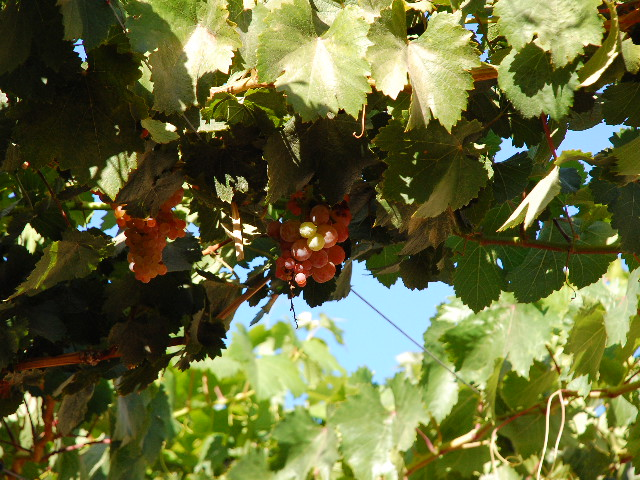
Uva pisquera cerca de Vicuña

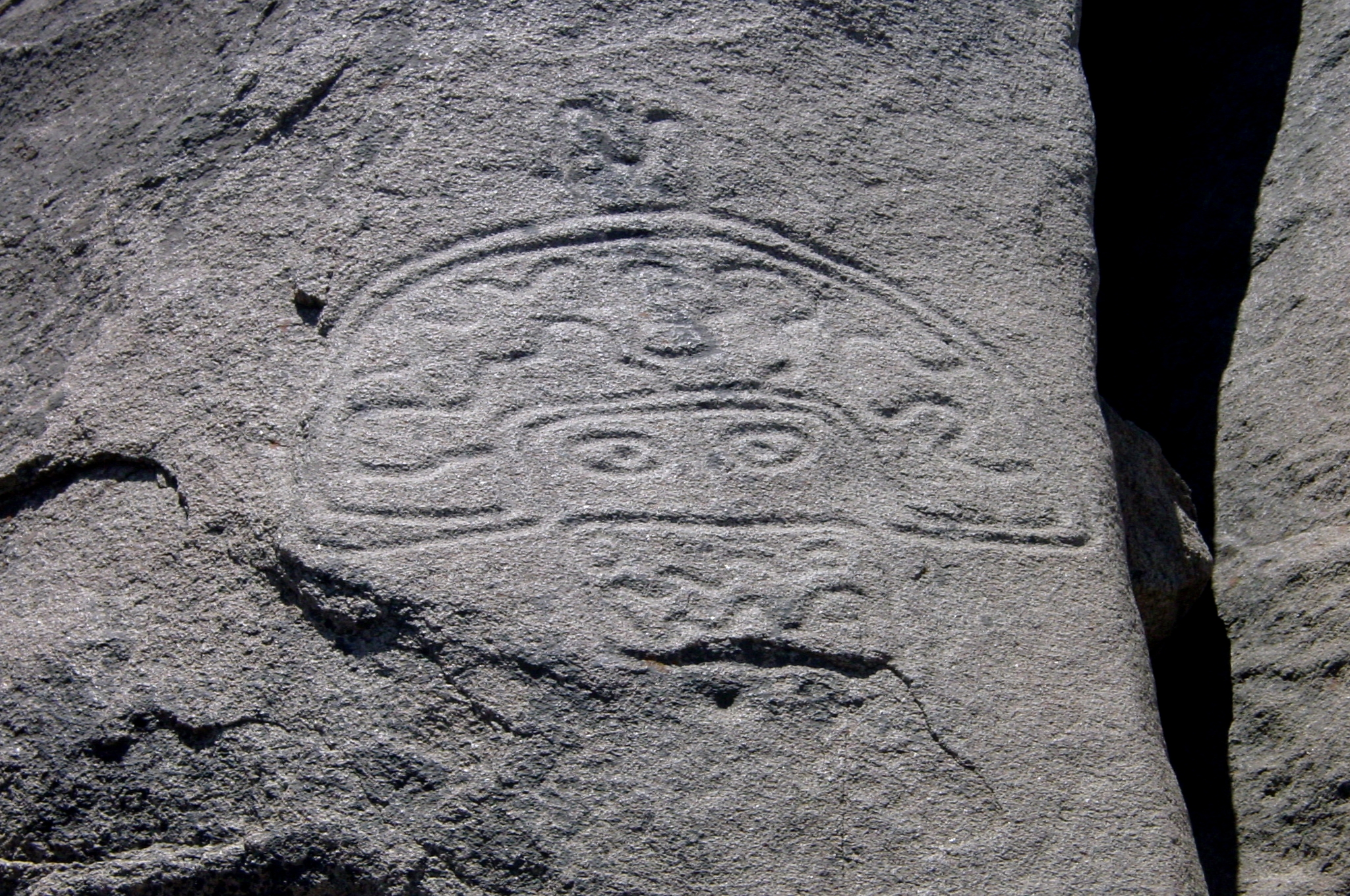
Sitio arqueológico Valle del Encanto en Ovalle

Las rutas o circuitos turísticos asociados a la actividad pisquera en Chile se encuentran en las Regiones de Atacama y Coquimbo:

#### Valle del Huasco
La Ruta del pisco del Valle del Huasco se encuentra asociada a la producción de pequeñas plantas pisqueras. Se desarrolla a partir de la ciudad de Vallenar, en la Región de Atacama, localizada a 650 kilómetros al norte de Santiago y luego hacia el interior hasta la localidad de Alto del Carmen lugar donde se encuentra la principal planta de la Cooperativa CAPEL y donde se produce la mayor parte del alcohol para producir el pisco Alto del Carmen. En esta localidad se celebra cada año el Día Nacional del Pisco Chileno Desde esta localidad, resalta también la producción de pisco artesanal Bou Barroeta planta artesanal ubicada en la localidad de El Rosario a tan solo 10 minutos de recorrido desde Alto del Carmen por la ruta C-485 (Valle del Carmen). Aquí se produce pisco artesanal desde el año 1925 con una producción que no supera las 60.000 botellas al año, es atendida por sus propios dueños y requiere reservar al menos con 48 horas de anticipación su visita.
Otra de las plantas artesanales ubicada en este Valle es la Planta Horcón Quemado, ubicada en la localidad de San Félix, 40 minutos más de recorrido por la misma ruta, que posee parras centenarias, un alambique de cobre y un centro de embotellado artesanal donde trabajan varias familias de la localidad. La planta artesanal es atendida por su propio dueño y también requiere reserva con anticipación.

#### Valle de Elqui
En el año 2003, las cooperativas CAPEL y Control iniciaron el proyecto Ruta del Pisco, con el objetivo de mostrar a los visitantes y turistas un recorrido por diversos lugares del valle del Elqui, relacionados con la historia, tradición y producción del pisco chileno.
La Ruta del Pisco del Valle de Elqui se inicia en la ciudad de La Serena donde se puede llegar también por vía aérea. Siguiendo la ruta 41 que conduce al interior del Valle de Elqui, la principal localidad turística de Vicuña, en sus alrededores se ubica la planta pisquera ABA, en el kilómetro 66, con visitas diarias gratuitas y servicio de recorrido guiados por sus viñas y facilidades para comprar botellas en sus bodegas.
Otro punto de esta ruta es el poblado de Pisco Elqui en sus cercanía se encuentra la destilería Mistral, cuyo nombre se debe a la poetisa chilena Gabriela Mistral, esta destilería posee un surtido restaurante y servicio de visitas guiadas y acceso a un pequeño museo y una cava subterránea. .
En el marco de la Ruta del Pisco, CAPEL se creó el año 2004 el Museo del Pisco en las cercanías de Vicuña, donde se expone la historia del pisco chileno, desde sus orígenes alrededor del siglo XVI, y los principales hitos en su producción.
Un poco más arriba a tan solo 3.4 km de Pisco Elqui, próximo a la localidad de Horcón, se encuentra la pisquera Los Nichos, famosa porque en este lugar acudía el presidente Gabriel González Videla a degustar sus licores. Gran parte de sus instalaciones construidas en el siglo XIX que constituyen un patrimonio importante en la región.

#### Valle del Limarí
Esta ruta se inicia en la ciudad de Ovalle, capital de la provincia del Limarí en la Región de Coquimbo, a unos 25 minutos del centro de Ovalle en el sector denominado Huamalata se encuentra la planta pisquera Mal Paso, cuya producción comenzó en los años '60. Actualmente es una planta pisquera bastante moderna y con tecnología que permite la producción de 9.500 botellas al día. Posee claraboyas en los procesos de producción que permiten observar el proceso del hervido del vino para hacer pisco.
En el camino que va desde Ovalle hasta Monte Patria, junto a la localidad de Varillar de Rapel, se encuentra la planta pisquera Bauzá. Comenzó a producir el pisco a partir del año 1925. Destaca su casona colonial rodeada de viñas de moscatel rosada y moscatel de alejandría. Posee modernas cubas de acero inoxidable, viejos alambiques de cobre y cubas de roble para conservar el pisco. Esta planta está abierta a los visitantes pero se requiere reservar con anticipación.
Cerca de Monte Patria se encuentra Chañaral de Carén, una destilería ubicada en el Fundo Huallilén, de carácter tradicional y de producción artesanal que ya ha obtenido medallas de oro en su producción.

### Rueda de los aromas del pisco chileno
La "rueda de aromas" se usa convencionalmente para catar e incluye un listado de conceptos que representan aromas perceptibles en la bebida. La objetividad de este procedimiento está dada porque estos aromas tienen referentes naturales, reconocibles por la mayoría de las personas.
Debido a que no era posible utilizar los parámetros del coñac, el whisky u otras bebidas destiladas, por las particularidades del pisco chileno, el Centro de Aromas de la Pontificia Universidad Católica de Chile desarrolló entre el año 1999 y 2001 un proyecto para crear una rueda de terminología de los aromas del pisco, que reunió a enólogos, expertos y técnicos de la industria.
Los participantes del proyecto fueron generando la terminología con la cual es posible describir las distintas muestras de piscos. "Tras degustar más de quince marcas, enólogos llegaron a describir 42 aromas pisqueros. Desde "cítrico", "jazmín" o "vainilla", hasta "jabón", "quemante" y "vinagre"". Estos fueron organizados de manera jerárquica en "una rueda descriptiva de aromas de tres niveles, y que incluye tanto virtudes como defectos, y que hoy se conoce como la "Rueda de los Aromas del Pisco Chileno".

### Organizaciones, programas y alianzas de fomento del pisco chileno
Asociación de Productores de Pisco
La Asociación de Productores de Pisco AG es una asociación gremial creada en 2003, que cuenta con personalidad jurídica, y que reúne a viticultores, vinificadores, destiladores y envasadores pisqueros, abarcando con sus miembros más del 95% de dichas áreas productivas.
Agrupa y representa los intereses de 11 empresas ligadas al pisco, que a su vez, reúne a 15 marcas de piscos que se comercializan en el mercado interno y externo.
Mesa Nacional del Pisco
La "Mesa Nacional del Pisco", o simplemente, la "Mesa del Pisco", es una instancia de trabajo establecida en abril de 2008, por el Ministerio de Agricultura, que reúne a representantes del sector público y privado, vinculados a la cadena productiva del pisco, que busca desarrollar una estrategia de mejora de la competitividad del rubro pisquero.
Pisco Spirits
El "Programa de Mejoramiento de la Competitividad del Pisco" (PMC), conocido como Pisco Spirits, es una iniciativa creada en 2009, que agrupa a las principales empresas pisqueras y productores de uva pisquera de las regiones de Atacama y Coquimbo, que tiene como objetivo posicionar al pisco chileno a nivel mundial "como una experiencia y producto Premium". Es impulsada por la Agencia Regional de Desarrollo Productivo (ARDP) y la Subdirección Marcas Sectoriales de ProChile.
PIT Pisco
El "Programa de Innovación Territorial de la Cadena Productiva del Pisco" (PIT Pisco), es una iniciativa público-privado, coordinada por el Centro Regional Intihuasi del Instituto de Investigaciones Agropecuarias (INIA), en la que participan la Secretaría Regional Ministerial de Agricultura, la Asociación de Productores de Pisco AG, la ARDP, ProChile, Corfo, Indap, el Servicio Agrícola y Ganadero, el Consejo de Producción Limpia de la Industria Pisquera de Chile y la mayoría de las empresas productoras de pisco chileno. Se desarrollará entre 2009 y 2012 y su objetivo es "desarrollar una estrategia para mejorar la competitividad de la industria a nivel nacional e internacional, abarcando los eslabones más importantes de la cadena productiva y comercial".

## Maridaje con pisco chileno
El pisco chileno es versátil en cuanto a maridaje, su variedad en aromas y sabores permiten que se pueda disfrutar mucho mejor con mariscos y postres.
El pisco chileno tiene cuatro variedades para utilizar en maridaje, el transparente, de guarda, envejecido y el artesanal.

## Cócteles con pisco chileno

### Piscola
La piscola es un popular cóctel consistente en la mezcla de pisco chileno con una bebida de cola. Su creación coincide con la introducción de la bebidas colas al mercado nacional, en particular con el ingreso de la Coca Cola a Chile durante los años 1940.
Es una de las bebidas con alcohol más populares y representativas de Chile, debido a su bajo costo y a su fácil preparación. A lo largo de los años, ha desplazado en popularidad a otras bebidas —como la cerveza, la chicha, el ron y el whisky— en todos los estratos socioeconómicos.

### Pisco sour chileno

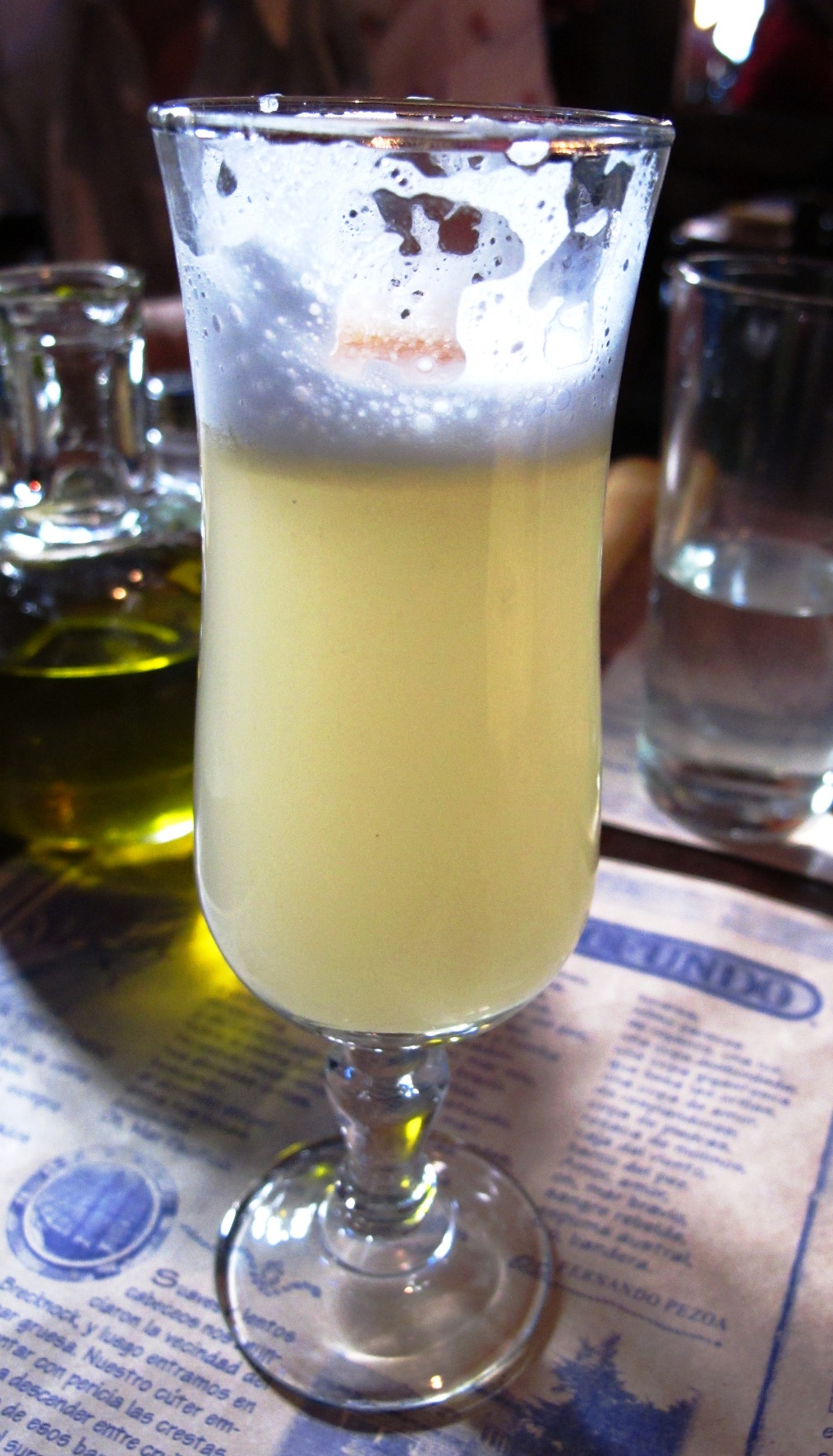
Pisco sour en un restaurante de Santiago de Chile

El pisco sour chileno es un cóctel preparado en base al pisco y al jugo de limón de Pica con diversos agregados. Respecto al origen de este cóctel, también existe una controversia con el Perú.
Su preparación ha sido habitualmente casera, sin embargo, a partir de los últimos años la industria chilena del pisco comenzó a comercializar pisco sour envasado.
De acuerdo a la versión original del artículo 58 del Decreto 78 del 23 de octubre de 1986, del Ministerio de Agricultura, es el cóctel producido y envasado en las Regiones III y IV, preparado con pisco, zumo de limón o saborizante natural del mismo, pudiendo contener, además, aditivos autorizados tales como estabilizantes, espesantes, emulsionantes, enturbiantes y colorantes. Su graduación alcohólica mínima debe ser de 20° Gay-Lussac y su contenido mínimo de impurezas de 3,5 gramos por litro. Esta normativa aceptaba que esta bebida se prepare con zumo de otras frutas cítricas o saborizantes naturales de las mismas, pero en tal caso al producto debe nominarse "Pisco Sour", seguido del nombre de la fruta que corresponda. Posteriormente, la denominación del pisco sour fue modificada mediante el Decreto 75 del 13 de abril de 2009 del Ministerio de Agricultura, señalando que su graduación alcohólica mínima será de 12° Gay-Lussac y su contenido mínimo de impurezas será de 2,0 gramos por litro.
Una de las más frecuentes recetas de pisco sour chileno es 3 medidas de pisco chileno, 1 de jugo de limón de Pica, una clara de huevo, azúcar y hielo a gusto, y se agita.

### Pistón
El pistón es un tradicional cóctel chileno que se obtiene con la combinación de pisco, agua tónica y limón. Su consumo, que se asocia al verano, comenzó en las fuentes de soda en la década de los 50. Tras perder popularidad, retomó su preponderancia a mediados de los años 2010.
Su preparación clásica consiste en servir el pisco en un vaso largo con hielo y una rodaja de limón. Luego, se termina la bebida con el agua tónica.

### Serena libre
El serena libre o serena sour es un cóctel chileno creado durante la década de los 90, en los bares de la ciudad de La Serena, en base al pisco y al jugo de papaya, un fruto muy cultivado en la zona de la Región de Coquimbo y símbolo de la ciudad.
Es de fácil preparación, pues contiene: 2 medidas de pisco chileno, jugo de papaya, azúcar flor a gusto y hielo, ingredientes que se baten.

### Pichuncho
Es un combinado corto, fresco y un poco más fuerte al paladar que los conocidos cócteles con frutas. Tradicional en Chile, muy conocido hasta la década de 1980. 
Se prepara tradicionalmente de la siguiente manera: en una jarrita de vidrio echar 1 parte de pisco de 35°, 1/2 a 1 parte (según el gusto) de vermouth rosado, algunas cascaras largas de limón amarillo o naranja para dar un suave toque de amargo cítrico y hielo al gusto. Revolver y servir en vasos o copas pequeños (para algunos copa de martini). Se puede tomar como aperitivo o independientemente, como bebida de tarde - noche.
(Nota: La "parte" indica la proporción y variará en cantidad dependiendo de cuántas copas de la bebida se quieran servir)

## Premios internacionales
2000
- Pisco Capel logra medalla de oro en el San Francisco World Spirits Competition 2000.[183]

2003
- En el San Francisco World Spirits Competition 2003 Pisco Capel obtuvo medalla de oro y plata.[184]

2004
- Pisco Capel obtiene 2 bronces mientras que Pisco ABA logra uno en el San Francisco World Spirits Competition 2004.[185]

2005
- Pisco Capel obtiene una medalla de plata con Pisco Capel Pisco y otra de bronce con Pisco Capel Alto del Carmen en el San Francisco World Spirits Competition 2005.[186]

2006
En el San Francisco World Spirits Competition 2006 Pisco Capel consigue medalla de oro con Pisco Capel Pisco y plata con Pisco Capel Alto del Carmen, Gran Reserva.
2007
- En el Concurso Mundial de Bruselas (Concours Mondial de Bruxelles) de 2007, uno de los más prestigiosos a nivel mundial, con sólo cinco muestras presentadas, el pisco chileno obtuvo 2 medallas: 1 medalla de oro ("Pisco Los Artesanos del Cochiguaz Reservado") y 1 de plata ("Alto del Carmen Reservado" de CAPEL).[188]

2008
- En el Concurso Mundial de Bruselas 2008, el pisco chileno obtuvo 2 medallas: 1 medalla de oro ("Pisco Bauzá Reservado 40º") y 1 de plata ("Pisco Alto Del Carmen Envejecido").[189]
- En el San Francisco World Spirits Competition 2008 Mistral logra doble medalla de oro con Pisco Mistral Nobel y medalla de oro con Pisco Mistral Reservado. Por otro lado Capel logra dos medallas de plata y Control C una medalla de plata.[190]

2009
- En el Concurso Mundial de Bruselas de 2009, el pisco chileno obtuvo un total de 3 medallas: 1 medalla de oro ("Pisco Bauzá Reservado 40°") y 2 de plata ("Pisco Capel Reservado Moai" y Pisco Mistral Nobel").[191]
- En el concurso Vinalies Catad'or América Latina, organizado por la Unión de Enólogos de Francia, en julio de 2009, el "Pisco Bauzá Especial Doble Destilación 40º" obtuvo una medalla de oro.[192]

2010
- En el Concurso Mundial de Bruselas de 2010, el pisco chileno obtuvo un total de 3 medallas: 2 medallas de oro ("Pisco Capel Reservado 40° Transparente Doble Destilado 2009" y "Pisco Bauzá Especial Doble Destilado") y 1 de plata ("Pisco Bauzá Reservado Doble Destilado").[193]

2011
- En el Concurso Mundial de Bruselas de 2011, el pisco chileno obtuvo un total de 6 medallas: 3 medallas de oro ("Bodega Pisco Tres Erres Reservado", "Pisco Alto del Carmen Reserva" y "Pisco Mistral Reservado") y 3 de plata.[194]

2012
- En el Concurso Mundial de Bruselas de 2012, el pisco chileno obtuvo un total de 10 medallas: 4 medallas de oro ("Pisco Alto Del Carmen Envejecido", "Pisco Alto Del Carmen Reservado", "Pisco Capel Reservado de Guarda Doble Destilado" y "Pisco Especial Bauzá Doblo Destilado") y 6 de plata.[195]
- En el concurso International Wine & Spirits Competition 2012 de Londres, el pisco chileno obtuvo 8 medallas. El "Pisco Alto del Carmen Reservado 40° obtuvo el máximo reconocimiento (Gold Outstanding) y el "Pisco Alto del Carmen Envejecido" obtuvo medalla de oro; otras 6 medallas de plata fueron entregadas a piscos de CAPEL.[196]
- En el San Francisco World Spirits Competition 2012, uno de los más importantes concursos de destilados en el mundo, el "Pisco Waqar" ganó la categoría Best Pisco y obtuvo doble medalla de oro, siendo calificado con 95 puntos por la revista especializada Wine Enthusiast.[197] En el mismo certamen también destacan Pisco Kappa con doble medalla de oro y Pisco Aba y Capel con oro cada uno.[198]

2013
- En el San Francisco World Spirits Competition 2013 los piscos chilenos Bauzá, Capel y Kappa obtuvieron 3 medallas de plata y 2 de bronce.[199]
- Pisco Waqar destacó con una medalla de oro en el International Spirits Challenge 2013, además los piscos chilenos obtuvieron 3 platas y un bronce en el certamen.[200]

2014
- En el San Francisco World Spirit Competition 2014, el "Pisco Waqar" fue premiado como "Mejor Pisco" y "Mejor Destilado Blanco del Mundo".[201] En el mismo certamen Pisco Kappa obtuvo una medalla de plata mientras que Pisco Capel y Pisco Alto del Carmen Pisco Reservado recibieron bronce.[202]
- En el International Spirits Challenge 2014, el pisco chileno obtuvo 4 medallas de oro ("Pisco Bauza Reservado", "Pisco Bauza Crystal", "Pisco Bauza Aniversario" y Pisco "El Gobernador") y una de plata.[203]

2015
- Pisco Kappa es nombrado "Mejor Pisco" y "Mejor Destilado Blanco del Mundo" además de una doble medalla de oro en el San Francisco World Spirit Competition 2015, también en el certamen hubo tres medallas de plata, dos para Pisco Capel y una para Pisco Waqar.[204]
- Pisco El Gobernador consiguió plata en el International Spirits Challenge 2015, Pisco Bauzá Reservado Crystal y Aniversazio 40 ambas obtuvieron medalla de bronce.[205]
- En la Vinialies Internationales 2015 "Pisco Bauza" obtiene dos medallas de oro con Bauza Pisco reservado 40° Aniversario doble destilado y Bauza Pisco reservado crystal 40° doble destilado y una medalla de plata con Bauza Pisco reservado 40° doble destilado.[206]

2016
- International Spirits Challenge 2016, Pisco El Gobernador de Miguel Torres Chile obtuvo oro, mientras que Pisco Bauzá Aniversario Doble Destilado Extra Añejado Reservado 40°, Pisco Bauzá Crystal Doble Destilado Reservado 40° y Pisco Bauzá Doble Destilado Añejado Reservado 40° obtuvieron plata.[207]

- San Francisco World Spirit Competition 2016 Pisco Lapostolle, Kappa y Pisco Capel de 40° The Essence of Muscat fueron galardonados con medallas de oro, los Pisco Alto del Carmen Reservado, Waqar y Wiluf fueron premiados con plata y bronce para Capel doble destilado.[208]

2019
- El 27 de septiembre de 2019, la Corte Central de Propiedad Intelectual del Tribunal de Comercio Internacional, desestima recurso peruano y reconoce denominación de origen nacional. https://www.elmostrador.cl/dia/2019/09/27/en-tailandia-el-pisco-es-chileno-corte-de-ese-pais-desestima-recurso-peruano-y-reconoce-denominacion-de-origen-nacional/